# Линейные корабли типа «Дюнкерк»

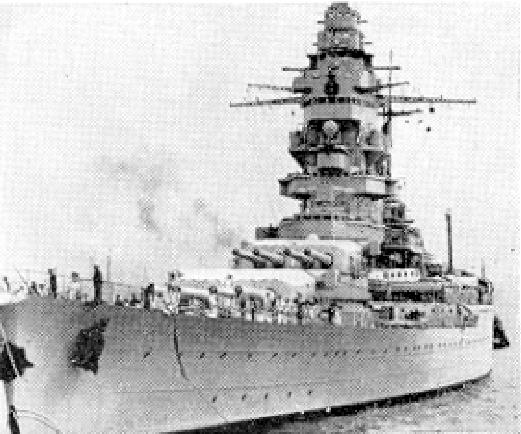
«Дюнкерк»

Линейные корабли типа «Дюнкерк» — тип линкоров французского флота времён Второй мировой войны. Построено два корабля: «Дюнкерк» (фр. Dunkerque) и «Страсбург» (фр. Strasbourg).
Корабли этого типа, построенные в 1930-х годах, стали первыми быстроходными линкорами. «Дюнкерк», спроектированный для борьбы с немецкими «карманными линкорами» типа «Дойчланд», строился в условиях ограничений Вашингтонского соглашения и жёсткой экономии средств. В связи с этим стандартное водоизмещение «Дюнкерка» составило 26 500 т, что меньше лимита в 35 000 дл. тонн, установленного Вашингтонским договором. Особенностью «Дюнкерка» было оригинальное расположение артиллерии главного калибра — восемь 330-мм орудий были размещены в двух четырёхорудийных башнях, установленных в носовой оконечности.
После сделанного Италией заявления о строительстве линкоров типа «Литторио» со стандартным водоизмещением 35 000 т, парламент Франции выделил средства на строительство второго линкора — «Страсбурга». Бронирование «Страсбурга» было усилено для противостояния более мощным орудиям новых итальянских линкоров.
С началом Второй мировой войны «Дюнкерк» и «Страсбург» вместе с кораблями Британского Королевского флота охраняли морские пути в Атлантике от немецких рейдеров. После капитуляции Франции линкоры находились в Мерс-эль-Кебире. Британцы опасались, что новые французские корабли могут попасть в руки нацистской Германии или Италии, что изменило бы баланс сил на Средиземном море. К Мерс-эль-Кебиру была выслана сильная британская эскадра с ультиматумом. Попытка принудить французов перейти в контролируемые союзниками порты или затопить корабли была неудачной, и британцы открыли огонь по стоявшим в порту кораблям Французского флота. «Страсбург» прорвал блокаду и перешёл в Тулон. «Дюнкерк» не смог прорваться, был повреждён артиллерийским огнём и сел на грунт, но после ремонта тоже был переведён в Тулон. Там в ноябре 1942 года оба линкора и были затоплены французскими экипажами во избежание захвата немцами.
Специалистами линкоры типа «Дюнкерк» оцениваются весьма неоднозначно. Эти корабли хорошо смотрелись на фоне линкоров времён Первой мировой войны, но при сравнении с более поздними быстроходными линкорами, такими как «Литторио», «Бисмарк» и «Айова», линкоры типа «Дюнкерк» обладали слишком малым калибром орудий и слабым бронированием. Некоторые специалисты отмечают, что, благодаря высокой скорости и сравнительно мощному вооружению, по концепции их скорее можно отнести к линейным крейсерам.

## История создания
|  |

В конце XIX — начале XX века французский флот был вторым по силе после британского, однако Франция не сумела удержаться на этой позиции и вступила во второе десятилетие XX века с недостаточным количеством современных кораблей. Французский флот того времени не имел линейных крейсеров, отсутствовали быстроходные лёгкие крейсера. Построенные дредноуты типа «Курбэ», вооружённые двенадцатью 305-мм орудиями, значительно уступали супердредноутам Великобритании, США и Японии, имевшим орудия калибра 343—381 мм. В 1912 году был принят новый «Морской закон», согласно которому флот Франции к 1922 году должен был состоять из 28 дредноутов и линейных крейсеров, однако этот план не был осуществлён. Во время мировой войны французский флот получил три линкора типа «Бретань» с десятью 340-мм орудиями. Строительство линкоров типа «Нормандия» с двенадцатью 340-мм орудиями в четырёхорудийных башнях было приостановлено, так как все силы были отданы на нужды сухопутного фронта. Запланированные линейные крейсера даже не были заложены. Война ослабила экономику Франции, поэтому недостроенные корпуса линкоров типа «Нормандия» были сданы на слом. Исключение сделали лишь для корпуса линкора «Беарн», который был достроен в качестве авианосца.
На Вашингтонской конференции 1921—1922 годов по ограничению морских вооружений был принят лимит стандартного водоизмещения новых линкоров в 35 000 английских тонн (35 560 т). Согласно договору линейный флот Франции был приравнен к флоту Италии, и его суммарное водоизмещение ограничивалось 175 000 английских тонн (177 800 т). Для каждой страны был составлен график строительства новых кораблей на замену старых. На договорной лимит в 175 000 дл. тонн Франция выходила после замены всех старых кораблей в 1936 году. Пока для других стран до 1930 года действовали «линкорные каникулы», и новые линкоры не строились, Франция имела возможность заложить в 1927 и 1929 годах линкоры. Их количество не ограничивалось, лишь бы водоизмещение каждого не превышало 35 000 т, и Франция имела возможность выбрать эту квоту так, как посчитала бы нужным.
В 1924 году Франция приступила к подготовке новой кораблестроительной программы. Флотом была предложена долговременная программа выделения денежных средств на строительство кораблей — «Морской меморандум», согласно которому каждый год должны были строиться корабли суммарным водоизмещением 40 000 т. «Меморандум» не был принят парламентом, желавшим иметь возможность ежегодного утверждения строительства новых кораблей. Фактически в конце 1920-х и в начале 1930-х годов ежегодная постройка кораблей в среднем составила около 33 000 т. Первоначально усилия были сосредоточены на строительстве крейсеров и эсминцев.
В 1926 году начальник французского штаба адмирал Сален выдал задание технической службе кораблестроения по разработке капитального корабля стандартным водоизмещением 17 500 длинных тонн. Основной задачей нового линкора должна была стать борьба с «вашингтонскими» крейсерами. Поскольку строящиеся итальянские крейсера должны были развивать высокую скорость, в техническом задании на линкор оговаривалась его 35-узловая скорость. Схема этого проекта не сохранилась. Основным способом боя считалась погоня за менее вооружённым противником, поэтому восемь 305-мм орудий должны были располагаться в четырёхорудийных башнях, расположенных в носовой оконечности. Для достижения 35-узловой скорости при заданном водоизмещении требовалась энергетическая установка мощностью 180 000 л. с., для чего предполагалось использовать не 8 котлов, как на тяжёлых крейсерах типа «Дюкень», а 12. Бронирование линкора рассчитывалось для противодействия 203-мм снарядам. Согласно расчётам, броневой пояс должен был иметь толщину 150—180 мм, бронирование палубы должно было составлять порядка 75 мм. «Изюминкой» проекта должны были стать новые 55-калиберные 305-мм орудия. Их установки должны были обеспечивать угол возвышения 45° и максимальную дальность 43 000 м при начальной скорости снаряда 965 м/с.
В рамках разрешённых к строительству в 1927 и 1929 годах 70 000 тонн можно было заложить четыре корабля: два в 1927 году, а ещё два — в 1929 году. Корабли должны были быть достроены в 1930—1931 и 1931—1932 годах соответственно. По концепции и характеристиками эти корабли были сходны с линейными крейсерами типа «Инвинсибл» британского адмирала Фишера и подвергались похожей критике. Французские корабли должны были хорошо проявить себя в борьбе с «вашингтонскими» крейсерами, однако любой противник с орудиями калибром более 203 мм уже был для них смертельно опасен. После закладки Германией «карманного линкора» с орудиями калибра 283 мм с этим необходимо было считаться. Кроме того, новые корабли нельзя было поставить «в линию» для боя с линкорами противника. При этом их постройка съедала «линкорную квоту» Франции, а в случае закладки Италией новых полноценных линкоров французам нечем было на это ответить. Поэтому генеральный совет флота в декабре 1927 года отклонил этот проект и рекомендовал впредь разрабатывать проекты полноценных линкоров с учётом строительства кораблей однородного водоизмещения, полностью использующих отведённые 175 000 длинных тонн, — то есть пять кораблей водоизмещением 35 000 дл. тонн, либо шесть в 29 160 дл. тонн, либо семь — водоизмещением по 25 000 дл. тонн.
|  |

В 1928 году в соответствии с пожеланиями генерального совета начальник штаба ВМС адмирал Виолетт выдал задание на разработку проекта корабля стандартным водоизмещением 29 600 т (29 135 дл тонн) и скоростью хода 27 узлов. Подробностей об этой стадии проектирования известно мало. В архивах сохранились несколько версий проекта так называемого 37 000-тонного линейного крейсера (фр. croiseur de bataille). В отличие от предыдущей стадии регламентировалось не стандартное, а нормальное водоизмещение. При нормальном водоизмещении в 37 000 тонн стандартное водоизмещение должно было составлять 32 000 — 33 000 длинных тонн, что было промежуточным значением между предложенными советом кораблями в 29 160 и 35 000 длинных тонн.
Наиболее ранним вариантом проекта 37 000-тонного корабля был линкор со скоростью хода 33 узла и вооружением из 305-мм орудий. Главный калибр размещался в трёх четырёхорудийных башнях — двух в носу и одной в корме. Для обеспечения возможности ведения разведки в море корабль должен был нести четыре тяжёлых гидросамолёта, обширный ангар для которых располагался в задней части носовой надстройки. По бокам второй дымовой трубы располагались две авиационные катапульты. Двенадцать 130-мм орудий также размещались в четырёхорудийных башнях — одна на кормовой надстройке и две — в носовой части по бокам второй башни главного калибра. Зенитное вооружение должно было состоять из восьми 90-мм одноствольных установок 90-mm MLe 1926 HA. Их дополняли двенадцать одноствольных 37-мм орудий 37 mm MLe 1925. По обе стороны ангара в нишах располагались два трёхтрубных торпедных аппарата калибром 550 мм.
| Изменение схемы защиты французских линкоров | Изменение схемы защиты французских линкоров                                                                                         | Изменение схемы защиты французских линкоров |
| ------------------------------------------- | --- | ------------------------------------------- |
|                                             | |                                             |
| Миделевое сечение линкора типа «Норманди»   | Стадия эскизного проектирования линкора «Дюнкерк». Миделевое сечение проекта 33-узлового линейного крейсера водоизмещением 37 000 т | Миделевое сечение линкора «Дюнкерк»         |

Энергетическая установка должна была иметь мощность в 180 000 л. с. Бронирование было размещено по «американской схеме» — с хорошо бронированной цитаделью и небронированными оконечностями. Главный пояс толщиной 280 мм по высоте занимал два межпалубных пространства. Сверху толщина пояса уменьшалась до 220 мм. Подводная часть пояса также имела меньшую толщину. Главная броневая палуба толщиной 75 мм, установленная на подложке из 15-мм стали, проходила по верхней 220-мм кромке пояса. Ниже неё размещалась противоосколочная палуба с бронированными скосами, опускавшимися к нижней кромке пояса. Горизонтальная часть палубы имела толщину 25 мм, скосы — 40 мм на 25-мм стальной подложке. Противоторпедная переборка имела толщину 50 мм.
В июле 1928 года был разработан вариант с шестью 406-мм орудиями. Они располагались на тех же местах, что и 305-мм башни предыдущего варианта. Количество 130-мм орудий возросло до 12. По две четырёхорудийные башни стояли по бортам за второй и третьей башнями главного калибра. Сохранилось мало подробностей об этом проекте, известно лишь, что корабль должен был иметь силовую установку мощностью 2/3 от 33-узлового варианта и скорость в 27 узлов. При более коротком корпусе это давало возможность увеличить массу брони, поэтому, скорее всего, толщина вертикального и горизонтального бронирования была бы увеличена.
В конечном счёте от реализации этих проектов отказались. Во-первых, у Франции были сильно ограничены производственные мощности. Единственный государственный строительный док Салу № 4 в Бресте мог строить корабли максимальной длиной около 200 м. Ранее строившая линкоры частная верфь с доком Penhoet в Сен-Назере была занята частными заказами. Было подсчитано, что для строительства кораблей длиной 245—250 м были необходимы капитальные вложения в производственные мощности, равные стоимости строительства двух линкоров. Во-вторых, истощённая Первой мировой войной Франция с трудом выделяла из бюджета деньги на обширную программу строительства лёгких сил, заказывая ежегодно в 1920-х годах один крейсер, шесть контр-миноносцев и шесть подлодок. Стоимость одного 35 000-тонного линкора была эквивалентна стоимости четырёх крейсеров. Флот не хотел отказываться от строительства крейсеров, поэтому к строительству линкора можно было приступить не раньше завершения постройки крейсеров — то есть после 1931 года. В-третьих, строительству линкоров мешали и политические причины. После мировой войны в Европе возобладали пацифистские настроения, и Франция была активным участником переговоров о разоружении. Италия также не проявляла большого желания строить новые линкоры. В этой ситуации постройка новых мощных капитальных кораблей была не к месту и явно вызвала бы лишь новый виток гонки вооружений.
| Эскизные проекты 1926—1931 годов | Эскизные проекты 1926—1931 годов | Эскизные проекты 1926—1931 годов | Эскизные проекты 1926—1931 годов | Эскизные проекты 1926—1931 годов         | Эскизные проекты 1926—1931 годов         |
|                                  | 17 500-т проект                  | 37 000-т проект типа А           | 37 000-т проект типа Б           | 23 333-т проект                          | 26 500-т проект                          |
| -------------------------------- | -------------------------------- | -------------------------------- | -------------------------------- | ---------------------------------------- | ---------------------------------------- |
| Дата проекта                     | 1926                             | 1927—1928                        | 1928                             | 1930                                     | 1932                                     |
| Водоизмещение                    |                                  |                                  |                                  |                                          |                                          |
| Стандартное, дл. т               | 17 500                           | 32 000 — 33 000                  | 32 000 — 33 000                  | 23 333                                   | 26 500                                   |
| Нормальное, т                    |                                  | 37 000                           | 37 000                           |                                          |                                          |
| Размерения Длина×Ширина          | 205 × 24,5                       | 254 × 30,5                       | 235 × 31                         | 213 × 27,5                               | 215 × 31,1                               |
| Скорость, узлы                   | 35                               | 33                               | 27                               | 30                                       | 29,5                                     |
| Вооружение                       | 2 × 4 — 305-мм/55                | 3 × 4 — 305-мм 12 × 130-мм       | 2 × 3 — 406-мм 16 × 130-мм       | 2 × 4 — 305-мм 12 × 130-мм универсальных | 2 × 4 — 330-мм 16 × 130-мм универсальных |
| Бронирование, мм                 |                                  |                                  |                                  |                                          |                                          |
| пояс                             | 150—180                          | 280—220                          | ?                                | 230—215                                  | 250                                      |
| палуба                           | ?                                | 75                               | ?                                | 130—100                                  | 140—130                                  |

Ещё в 1927 году в Женеве на конференции по ограничению морских вооружений Великобритания предложила строить линейные корабли с 305-мм орудиями и водоизмещением не более 25 000 т. Франция и Италия не согласились на эти предложения, но основные усилия французских кораблестроителей были сосредоточены на проработке именно варианта стандартным водоизмещением от 23 333 до 25 000 т с 305-мм орудиями. В 1928 году Германия объявила о строительстве броненосцев типа «Дойчланд», которые при стандартном водоизмещении 10 000 т и скорости хода 27 узлов имели на вооружении 280-мм орудия. Он должен был стать одним из противников нового французского капитального корабля. Также в качестве противника рассматривались старые итальянские линкоры с орудиями калибра 305 мм. Поэтому защита нового линкора рассчитывалась на противодействие 283-мм германским и 305-мм итальянским снарядам. Проект был представлен на рассмотрение в октябре 1930 года. Это вариант имел вооружение как у 17 500-тонного проекта 1926 года. Восемь 55-калиберных 305-мм орудий располагались в двух четырёхорудийных башнях в носовой оконечности. Как в 37 000-т проекте 130-мм орудия расположили в четырёхорудийных башнях, но они стали универсальными. Длина составила 213 м при ширине в 27,5 м. Скорость уменьшили до 30 узлов и заложили использование котлов с пароперегревателями. Рост водоизмещения пошёл на усиление защиты. Пояс имел толщину 230 мм, палуба 100 мм над машинами и 130 мм над погребами.
Италия и Франция выпали из переговорного процесса по лондонскому морскому соглашению 1930 года. Несмотря на это, были продолжены контакты на двустороннем уровне. В январе — феврале 1931 года при активном воздействии Великобритании стороны обсуждали дальнейшее военно-морское строительство. Базой будущего соглашения должны были стать подписанные 1 марта 1931 года «Основы договора» (англ. basis of agreement). В основах оговаривалось что Франция и Италия в рамках своих прав по вашингтонскому договору до 31 декабря 1936 года заложат по два линкора водоизмещением 23 333 т.
В конечном счёте договор не был подписан, но это не привело к пересмотру требований к новым линкорам. Учитывая «основы договора», 4 мая 1931 года кабинет министров одобрил проект нового линкора водоизмещением 23 333 т с вооружением из восьми 305-мм орудий. Проект поступил на рассмотрение парламента, где подвергся критике за слишком малое водоизмещение. С другой стороны, парламентарии не понимали, почему для противодействия 10 000-тонным немецким кораблям нужно строить корабль в два с половиной раза большим водоизмещением и почему правительство не хочет дождаться намеченной на 1932 год новой конференции по разоружению. В результате двухмесячных бурных дебатов 10 июля 1931 года парламент санкционировал выделение средств на следующую стадию проектирования нового линкора с условием пересмотра его характеристик и последующего утверждения их в парламенте перед выдачей заказа на строительство.
Начальник генерального штаба поставил техническому отделу задачу проведения следующей стадии работ по проекту линкора водоизмещением 23 333—28 000 т. Технический отдел приступил к работе над проектом исходя из следующих характеристик:
- водоизмещение 25 000 тонн;
- главный калибр из восьми 330-мм орудий в двух четырёхорудийных башнях, расположенных в носовой оконечности;
- бронирование борта должно противостоять 280-мм снарядам;
- бронирование палубы должно выдерживать взрыв 500-кг авиационной бомбы, сброшенной с 3000-метровой высоты;
- противоторпедная защита должна выдерживать взрыв торпеды с 300-кг зарядом в 3,5 м ниже ватерлинии[18][21][22].

При попытке удовлетворить эти требования стало понятно, что стандартное водоизмещение возрастает до 26 000 т. После более детальных расчётов оно увеличилось до 26 500 т. Проект был окончательно утверждён в начале 1932 года, а 27 апреля 1932 года технический отдел утвердил окончательные характеристики проекта. По сравнению с проектом 23 333-т линкора вместо орудий 305-мм/55 устанавливались 330-мм/52, длина возросла на 2 метра, ширина на 2,5 м. Пояс увеличился с 230 до 250 мм, броневая палуба с 100—130 мм выросла до 130—140 мм; была добавлена нижняя противоосколочная 45-мм палуба. В дополнение к трём четырёхорудийным 130-мм установкам линкор получил две бортовых 130-мм спарки с защитой только противоосколочными экранами, восемь 37-мм спарок в двухорудийных установках образца 1933 года и 32 13,2-мм пулемёта Гочкис в четырёхствольных установках. Скорость упала до 29,5 узлов.
Пояс нового линкора обеспечивал защиту не только от 280-мм немецких снарядов, но и от 305-мм снарядов старых итальянских линкоров. Поэтому он мог использоваться не только в Северной Атлантике против немецких «карманных» линкоров, но и на Средиземном море. Новый линкор там мог играть роль «быстроходного крыла» в соединении с «тяжёлыми» линкорами типа «Бретань». Средства на строительство нового линкора были заложены в бюджет 1932 года, утверждённый парламентом 31 марта 1932 года. Франция отметила, что приступила к строительству линкора с водоизмещением и калибром орудий ниже разрешённых Вашингтонским договором лимитов, и надеялась, что её примеру последуют и другие страны.
| Окончательные характеристики проекта «Дюнкерка» | Окончательные характеристики проекта «Дюнкерка»                                             |
| Характеристика                                  | Значение                                                                                    |
| ----------------------------------------------- | ------------------------------------------------------------------------------------------- |
| Водоизмещение стандартное / полное, т           | 26 925 / 36 270                                                                             |
| Длина×ширина×осадка, м                          | 209,1 × 31,08 × 9,63                                                                        |
| Вооружение                                      | 8 × 330-мм/52 (2 × 4) 16 × 130-мм/45 (3 × 4 и 2 × 2) 8 × 37-мм (4 × 2) 32 × 13,2-мм (8 × 4) |
| Мощность на валах, л. с.                        | 103 860                                                                                     |
| Скорость, узлов                                 | 29,5                                                                                        |
| Бронирование, мм                                | пояс — 250 верхняя палуба — 130                                                             |

«Дюнкерк» был заказан арсеналу Бреста 26 октября 1932 года. Флот стремился заказать второй корабль как можно быстрее, потому что к концу 1932 года стало известно о закладке второго и третьего кораблей типа «Дойчланд». Закладка была запланирована в рамках бюджета 1934 года. Но 26 мая 1932 года стало известно о планах закладки Италией двух линейных кораблей типа «Литторио» водоизмещением 35 000 тонн. Францией рассматривался вариант вместо запланированного второго корабля типа «Дюнкерк» построить 35 000-тонный линкор. Но из-за разработки новых чертежей и орудий задержка в его вступлении в строй составила бы от 15 до 18 месяцев. Поэтому 25 июня 1934 года Верховный совет решил не менять планов и строить второй корабль по проекту «Дюнкерка», незначительно переработав проект с целью усиления вертикальной защиты. Линкор «Страсбург» был заказан частной верфи Chantiers de l’Atlantique в Сен-Назере 16 июля 1934 года.

## Конструкция

### Корпус и надстройка
|  |

В отличие от линкоров Первой мировой войны к проектированию новых линкоров французские кораблестроители подошли более тщательно. Ради достижения высокой скорости было выбрано относительное большое удлинение корпуса, а для повышения мореходности и прочности корпуса увеличена высота борта. При формировании обводов корпуса широко использовались испытания моделей в бассейне и сложные математические расчёты, позволившие конструкторам определить оптимальное сочетание формы и относительных размерностей подводной части корпуса с точки зрения получения максимальной скорости при наименьшей мощности двигателя. Для уменьшения гидродинамического сопротивления в носовой подводной части «Дюнкерка» был использован бульб. Электросварка использовалась не только на второстепенных местах, но и в элементах продольного набора, противоторпедной и поперечных перегородках. Использование электросварки позволило ускорить строительство и сэкономить вес.
Система набора корпуса — комбинированная, поперечно-продольная. Поперечный набор был применён в конструкции броневых палуб, а бортовая обшивка была выполнена по поперечно-продольной схеме. Главная несущая палуба, двойное дно и другие части корпуса имели продольный набор. В подводной части между шпангоутами устанавливались небольшие продольные балки, служащие для противодействия взрывам.
Внешне корпус «Дюнкерка» также сильно отличался от предыдущих французских кораблей с их тупым форштевнем, длинным полубаком и горизонтальными палубами. На новом линкоре появились довольно заметный подъём верхней палубы к носу и спардек. Форштевень получил изящный наклон вперёд — так называемый «клиперный нос».
При проектной осадке диапазон остойчивости составил 64,33°, запас плавучести — 28 160 т, а метацентрическая высота при нормальном водоизмещении 30 750 т равнялась 2,62 м.
| Основные характеристики при вводе в строй | Основные характеристики при вводе в строй | Основные характеристики при вводе в строй |
|                                           | «Дюнкерк»                                 | «Страсбург»                               |
| Водоизмещение                             | Водоизмещение                             | Водоизмещение                             |
| ----------------------------------------- | ----------------------------------------- | ----------------------------------------- |
| Стандартное, дл. тонн                     | 26 500                                    | 27 300                                    |
| Нормальное, т                             | 30 750                                    | 31 570                                    |
| Полное, т                                 | 35 500                                    | 36 380                                    |
| Размерения, м                             |                                           |                                           |
| Длина между перпендикулярами              | 209                                       | 209                                       |
| Наибольшая длина                          | 215,14                                    | 215,5                                     |
| Ширина                                    | 31,1                                      | 31,1                                      |
| Осадка нормальная                         | 8,57                                      | 8,73                                      |
| Осадка полная                             | 9,71                                      | 9,89                                      |

Характерным отличием этих кораблей была высокая башнеподобная носовая надстройка. На её вершине были установлены три директора управления артиллерией, которые независимо вращались вокруг центральной оси. На крыше верхнего зенитного директора был установлен небольшой флагшток. Личный состав к высоко расположенным боевым постам доставлялся лифтом, размещённым внутри надстройки. Кормовая надстройка была значительно меньше, только с двумя директорами, небольшой рубкой и грот-мачтой.
В носу размещались три 9-тонных якоря. Звенья их цепей имели толщину 82 мм. В корме располагался 3-тонный вспомогательный якорь. Звенья его цепи имели толщину 48 мм. Также имелись два запасных якоря по 1,5 тонны.
| Статьи весовой нагрузки        | Статьи весовой нагрузки | Статьи весовой нагрузки | Статьи весовой нагрузки | Статьи весовой нагрузки |
|                                | «Дюнкерк»               | «Дюнкерк»               | «Страсбург»             | «Страсбург»             |
|                                | тонны                   | %                       | тонны                   | %                       |
| ------------------------------ | ----------------------- | ----------------------- | ----------------------- | ----------------------- |
| Корпус                         | 7011                    | 22,80                   | 7040                    | 22,30                   |
| Оборудование и арматура        | 2767                    | 9,00                    | 2809                    | 8,90                    |
| Вооружение                     | 4858                    | 15,80                   | 4858                    | 15,39                   |
| Бронирование                   |                         |                         |                         |                         |
| Корпус                         | 8364                    | 27,20                   | 8904                    | 28,20                   |
| Башни                          | 2676                    | 8,70                    | 2885                    | 9,14                    |
| Машины                         | 2214                    | 7,20                    | 2214                    | 7,01                    |
| Нефть (3/4 загрузки)           | 2860                    | 9,30                    | 2860                    | 9,06                    |
| Итого нормальное водоизмещение | 30 750                  | 100,00                  | 31 570                  | 100,00                  |

На «Дюнкерке», как на флагманском корабле, размещались четыре 11-метровых, два 10,8-метровых и два 9-метровых моторных катера, два 11-метровых моторных баркаса, две 13-метровые шлюпки и один 13-метровый полубаркас, два 7-метровых вельбота, одно 5-метровое динги и два 13,5-метровых спасательных плота. Размещённые на палубе спардека по бокам носовой надстройки большие шлюпки стояли на небольших тележках, с помощью которых перемещались по рельсам к двум большим грузовым стрелам для спуска и подъёма шлюпок. Остальные шлюпки стояли за носовой надстройкой, на палубе выше спардека. По бокам трубы на шлюпбалках спардека висели два небольших разъездных вельбота.
На «Дюнкерке» было семь боевых прожекторов — три на уровне сигнального мостика носовой надстройки и четыре вокруг дымовой трубы. На «Страсбурге» их было на один меньше — два на площадках впереди носовой надстройки чуть ниже сигнального мостика и ещё четыре вокруг трубы.
Корабли управлялись одним полубалансирным рулём большой площади. Для его перекладки (поворота) использовались два двигателя. Один выполнял функцию резервного. Каждый из двигателей в теории сам обеспечивал поворот руля на максимальный угол в 32°. По факту при перекладке руля на угол больше 25° его начинало заклинивать. Перекладка руля на угол 25° занимала 20 сек. Каждый из двигателей мог управляться из центральной и резервной боевых рубок, второй башни главного калибра и рулевого отсека. Устанавливался третий аварийный двигатель, с помощью которого можно было повернуть руль на угол до 15° за 1 минуту. Существовала возможность и ручного поворота руля. 24 человека за 3 минуты могли повернуть его на угол до 15°. Поэтому этот режим использовался на скоростях не больше 19 узлов.
| Состав радиооборудования     | Состав радиооборудования | Состав радиооборудования | Состав радиооборудования | Состав радиооборудования |
| Оборудование                 | Количество               | Мощность, Вт             | Радиус действия, миль    |                          |
| ---------------------------- | ------------------------ | ------------------------ | ------------------------ | ------------------------ |
| Средневолновая радиостанция  | 1                        | 6000                     | 1000                     |                          |
| Средневолновая радиостанция  | 1                        | 2000                     | 200                      |                          |
| Средневолновая радиостанция  | 1                        | 600                      | 300                      |                          |
| Коротковолновая радиостанция | 2                        | 75                       | 300                      |                          |
| Коротковолновая радиостанция | 1                        | 2500                     | 2000                     |                          |
| Коротковолновая радиостанция | 1                        | 500                      | 1000                     |                          |
| Аварийный передатчик         | 1                        |                          | 100                      |                          |

### Бронирование
|  |

Горизонтальное бронирование рассчитывалось на противостояние 280-мм снарядам немецких «карманных линкоров». Оно выполнялось по принципу «всё или ничего». При проектировании схемы бронирования французскими кораблестроителями использовалась концепция зоны неуязвимости. Для 280-мм немецкого снаряда рассчитывались две дистанции. При увеличении дальности стрельбы скорость снаряда падала, он попадал в борт не под прямым углом, проходя большую толщину брони, и поэтому, начиная с какой-то дистанции, он уже не мог пробить бортовую броню. Это была первая дистанция. При дальнейшем увеличении дистанции рос угол падения снарядов на палубу, и они начинали её пробивать. Это была вторая дистанция. Теоретически, маневрируя в пределах этих двух дистанций, корабль был неуязвим к огню противника, поэтому эта зона и была названа зоной неуязвимости. Против 280-мм немецких снарядов с начальной скоростью 855 м/с зона неуязвимости для «Дюнкерка» составляла от 16 000 до 28 300 м, при курсовом угле цели 90°. «Страсбург» имел большую толщину брони, поэтому его зона неуязвимости была значительно шире — от 12 900 до 28 400 м.
После тщательных исследований вместо вертикального было решено применить наклонный броневой пояс — такое расположение броневых плит увеличивало толщину брони, которую должен был пробить снаряд. 126-метровый наклонный внутренний пояс шёл от шпангоута 41.60 до 167.35 и замыкался двумя броневыми палубами, нижняя из которых была карапасной, образуя «броневой ящик». Пояс «Дюнкерка» изготавливался из 225-мм брони «класса A» и был установлен с наклоном наружу, равным 11,30°. «Страсбург» был защищён поясом большей толщины — 283 мм с наклоном 11,50°. Пояс изготавливался из плит длиной около 5,75 м и шириной от 2,4 до 3,6 м. Через тиковую подкладку толщиной 60 мм он устанавливался на 16-мм подложку из стали специальной закалки STS (англ. Special Treatment Steel). Ниже 2,1 м от ватерлинии пояс начинал сужаться до 125 мм (141 мм на «Страсбурге»). Плиты брони крепились к обшивке с помощью нескольких рядов броневых болтов диаметром 60 мм. Нижний ряд болтов в месте утоньшения брони имел диаметр 45 мм. Пояс по вертикали имел высоту 5,64 м и при проектном водоизмещении возвышался над ватерлинией на 3,42 м.
По замыслу конструкторов отсек между броневым поясом и незащищённым бортом заполнялся водоотталкивающим материалом «ébonite mousse», который после попадания снаряда должен был разбухать и вытеснять воду. На практике эта система защиты так и не была проверена, поэтому её эффективность осталась под вопросом.
Корабли имели три броневых траверза — на концах цитадели и в корме за рулевым приводом. Носовой траверз по шпангоуту 41.60 был размещён на 18-мм подложке из стали STS. Там, где траверз защищал от продольного огня, — между противоторпедными переборками — толщина его составляла 210 мм (на «Страсбурге» — 228 мм). С внешней стороны от противоторпедных переборок, там, где была вспомогательная защита главного бронепояса, толщина траверза составляла 130 мм. Двухслойные плиты носового траверза проходили от главной броневой палубы до тройного дна, защищая носовые погреба главного калибра. Нижняя броневая палуба продолжалась в корму для защиты рулевого привода и погребов вспомогательного калибра, поэтому кормовой траверз цитадели по шпангоуту 167.35 состоял из верхней и нижней частей. Верхняя часть изготавливалась из 180-мм (210-мм на «Страсбурге») брони «класса A» на 18-мм подложке из STS. Часть траверза под нижней броневой палубой имела толщину 80-мм на обоих кораблях. Кормовой траверз из брони «класса A» по шпангоуту 7 защищал рулевой привод, имел толщину 100 мм и устанавливался на 50-мм подложке из STS (на «Страсбурге» он изготавливался из цельной 150-мм плиты брони «класса A»).
Для противоосколочной защиты были размещены переборки из 18-мм STS по бокам помещения дизель-генераторов, между 330-мм погребами и перед рулевым устройством. В целом противоосколочная защита была довольно слабой. Дымоходы котлов на высоте межпалубного пространства над главной броневой палубой защищались 20-мм бронёй, а отверстия в палубе для прохода дыма и газов прикрывались бронированными колосниками. Плиты из 20-мм STS использовались на главных продольных перегородках и некоторых поперечных между бронепалубами. Носовая часть надстройки от воздействия дульных газов при стрельбе 330-мм пушек обшивалась 111-мм плитами из STS.
Защиту от бомб обеспечивали две броневые палубы. Верхняя главная плоская палуба изготавливалась из брони «класса B», имела толщину 115 мм над механизмами от шпангоута и 125 мм над погребами и располагалась на 15-мм подложке из стали марки STS. Нижняя палуба между противоторпедными переборками была установлена горизонтально на высоте в 1,1 м над ватерлинией, а от переборок к главному бронепоясу шла со скосом под углом 54° к горизонтали. Плоская её часть была 40-мм толщины, скосы — толщиной 50 мм (40 мм на «Дюнкерке»). В носовой оконечности броневая палуба отсутствовала. Для защиты рулевого привода нижняя бронепалуба продолжалась в корму и имела 100-мм толщину со скосами над валами. Над рулевым устройством добавлялась ещё 50-мм плита из стали марки STS. На «Страсбурге» в этом районе была использована цельная броня толщиной 150 мм. Наличие броневых скосов частично компенсировало отсутствие в этом месте поясной брони.
Лобовые плиты башен главного калибра имели толщину 330 мм (на «Страсбурге» 360 мм), бока — 250 мм, тыльные части для уравновешивания имели 345-мм толщину, крыша 150-мм (355 мм и 160 мм соответственно на «Страсбурге»). Внутри башни, разделяя её пополам на две «полубашни», шла продольная переборка.
Барбеты башен главного калибра над главной бронепалубой имели толщину 310 мм (340 мм на «Страсбурге») на подложке из двух слоёв STS по 15 мм. Между бронепалубами барбет защищался 50 мм STS. Барбет выходил за пределы лобовых плит башен и в этом месте защищался горизонтальной двухслойной бронёй — 100 + 50 мм на «Дюнкерке» и 135 + 50 мм на «Страсбурге». Пол башен за пределами барбета защищался двухслойной бронёй 50 + 50 мм.
Башни вспомогательной артиллерии имели лоб 135 мм, бока и крышу 90 мм, тыл 80 мм (90 на «Страсбурге»). Из 200 т массы башни 165 т приходилось на броню. Это было достаточно спорное решение, так как для защиты от снарядов крупного калибра её было недостаточно, а из-за большого веса башни получились малоподвижными и неэффективными при стрельбе против самолётов.
Лоб и тыл боевой рубки были 220 мм, бока 270 мм, на двух слоях подложки по 15 мм. Крыша была 130 мм на двух слоях подложки по 10 мм. Сверху рубки был выступ для специальных наблюдательных постов с толщиной стен и крыши 150 мм. Коммуникационная труба от рубки до главной бронепалубы состояла из 160-мм броневых плит. Такая же труба от рубки к командно-дальномерным постам имела только 30-мм толщину.
| Бронирование, мм               | Бронирование, мм             | Бронирование, мм             |
|                                | «Дюнкерк»                    | «Страсбург»                  |
| Вертикальное бронирование      | Вертикальное бронирование    | Вертикальное бронирование    |
| ------------------------------ | ---------------------------- | ---------------------------- |
| Пояс                           | 225                          | 283                          |
| Носовой траверз                | 210                          | 228                          |
| Кормовой траверз               | 180                          | 210                          |
| Траверз рулевого отсека        | 150                          | 150                          |
| Горизонтальное бронирование    |                              |                              |
| Броневая палуба                | 115                          | 115                          |
| Броневая палуба над погребами  | 125                          | 125                          |
| Противоосколочная палуба/скосы | 40/40                        | 40/50                        |
| Палуба над валами              | 100                          | 100                          |
| Палуба над рулевым отсеком     | 150                          | 150                          |
| Боевая рубка                   |                              |                              |
| Лоб и бока                     | 270                          | 270                          |
| Тыл                            | 220                          | 220                          |
| Крыша                          | 150...130                    | 150...130                    |
| Коммуникационная труба         | 160                          | 160                          |
| 330-мм башни                   |                              |                              |
| Лоб                            | 330                          | 360                          |
| Борт                           | 250                          | 250                          |
| Тыл                            | 345 (башня I) 335 (башня II) | 352 (башня I) 342 (башня II) |
| Крыша                          | 150                          | 160                          |
| Барбеты над бронепалубой       | 310                          | 340                          |
| Барбеты под бронепалубой       | 50                           | 50                           |
| 130-мм счетверённые установки  |                              |                              |
| Лоб                            | 135                          | 135                          |
| Борт                           | 90                           | 90                           |
| Тыл                            | 80                           | 90                           |
| Крыша                          | 90                           | 90                           |
| Барбеты                        | 120                          | 120                          |

### Противоторпедная защита
Для разработки системы противоторпедной защиты (ПТЗ) были проведены натурные эксперименты с моделью ПТЗ в масштабе 1:10. Испытания показали эффективность набора продольных отсеков, соответствующим образом разделённых продольными и поперечными перегородками с чередованием пустых и заполненных отсеков. Противоторпедная защита делалась в расчёте на торпеду, идущую на глубине 3,5 м. Необходимая глубина системы подводной защиты в районе миделя должна была составлять не менее 7 м. В дальнейшем пришли к выводу, что крупные внешние отсеки, в которых должна поглощаться большая часть энергии взрыва, следует заполнить вязким резиноподобным веществом, названным «Ebonite Mousse», представлявшем собой плотную резиновую пену. Это вещество имело удельную плотность 0,07—0,1 г/см³, не впитывало морскую воду даже при высоком давлении и могло поглощать также часть энергии взрыва. Французы надеялись, что применение «Ebonite Mousse» уменьшит риск несимметричного затопления отсеков. Эксперименты с подводными взрывами, проведённые в мае 1934 года в районе Лорьяна с моделью в масштабе 1:4, в целом подтвердили расчёты и результаты испытаний модели масштаба 1:10.
Система ПТЗ «Дюнкерка» имела максимальную глубину 7 м на миделе, 5,56 м у второй башни главного калибра и 3,75 м у первой. В наиболее широком месте толщина ПТЗ достигала 7,5 м. На миделе первый от борта отсек шириной 1,5 м был заполнен «Ebonite Mousse». Затем шли переборка толщиной 16 мм и пустой отсек шириной 0,9 м. Следом шёл отсек шириной 3,9 м, заполненный нефтью и заканчивавшийся переборкой толщиной 10 мм. Далее шёл пустой отсек шириной 0,7 м, заканчивавшийся противоторпедной переборкой (ПТП). Толщина ПТЗ в районе машинных и котельных отделений была 30 мм. В оконечностях, где глубина ПТЗ была невелика, толщина переборки достигала 40—50 мм. Суммарная толщина продольных перегородок составляла от 64 до 84 мм. Почти на всём протяжении ПТЗ разделялась продольными перегородками на четыре отсека. Однако в последнем главном водонепроницаемом отсеке броневой цитадели в районе погребов 130-мм орудий число переборок уменьшалось до двух.
Материалом «Ebonite Mousse» также заполнялись внешние отсеки по длине цитадели и отсеки перед противоторпедной перегородкой в районе башен главного калибра и четырёхорудийных 130-мм башен. Погреба главного и вспомогательного калибров защищались тройным дном, образованным 30-мм плитами. Остальные отсеки цитадели защищалась двойным дном высотой 1,1 м. Иностранные специалисты всегда достаточно уважительно высказывались о системе противоторпедной защиты французских крупных кораблей, но отмечали, что использование водоотталкивающего материала не позволяло использовать контрзатопление отсеков для выравнивания крена после взрыва.
«Дюнкерк» имел достаточно хорошие характеристики остойчивости, сохраняя метацентрическую высоту положительной при затоплении двух любых главных водонепроницаемых отсеков.

### Вооружение

#### Главный калибр

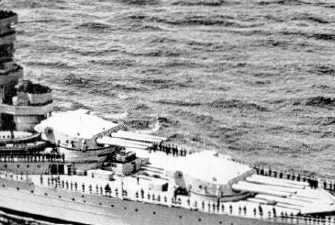
Башни ГК линкора Дюнкерк

Главный калибр состоял из восьми 330-мм орудий модели 1931 года с длиной ствола 52 калибра. Они располагались в двух носовых четырёхорудийных башнях перед надстройкой. Такое размещение артиллерии было обусловлено техническими и тактическими соображениями. За счёт использования четырёхорудийных башен существенно экономился вес. Двухорудийная 330-мм башня весила 1560 т (780 т на орудие), трёхорудийная — 1940 т (647 т), а четырёхорудийная — 2260 т (лишь 565 т на орудие). Использование двух четырёхорудийных башен позволило сэкономить 27,6 % веса по сравнению с четырьмя двухорудийными башнями. Размещение башен только в носу позволяло уменьшить длину цитадели, что давало экономию примерно 125 тонн. Из тактических соображений корабли рассчитывались на преследование немецких рейдеров, поэтому размещение всей артиллерии в носовом секторе было огромным плюсом. Минусом было то, что вести огонь непосредственно в корму было невозможно. Для уменьшения этой проблемы сектора обстрела башен были увеличены — 286° для нижней и 300° для возвышенной.
Распределение двухорудийных башен по длине корабля имело преимущество в том, что их было труднее вывести из строя — при размещении орудий в четырёхорудийных башнях метким выстрелом из строя могли быть выведены сразу четыре орудия. Для снижения уязвимости башни были немного разнесены по длине корпуса, а каждая башня разделена броневой 30-мм перегородкой на две «полубашни», по два орудия в каждой. Каждая «полубашня» имела отдельный погреб и систему подачи боезапаса, а погреба двух башен были разнесены на 10,1 м. В отличие от большинства линкоров, снарядный и зарядный погреба располагались на одном уровне — зарядные перед снарядными.
Башни и орудия были разработаны и изготавливались оружейным заводом в Сен-Шамон (англ. Compagnie des forges et aciéries de la marine et d'Homécourt). Цикл стрельбы орудия составлял 22 секунды. Бронебойный снаряд массой 560 кг с зарядом 20,3 кг взрывчатки имел начальную скорость 870 м/с. Это позволяло ему пробить вертикальную броню толщиной в 342 мм на расстоянии 23 000 м. Максимальная дальность стрельбы составила 41 700 м при максимальном угле подъёма орудий 35°. Максимальный угол снижения орудий составлял −5°. Затвор системы Велина, гидропневматический. Заряжание производилось при любом угле возвышения. Орудия в четырёхорудийных башнях размещались в двух парах совмещённых люлек. В теории каждое орудие могло подниматься отдельно. Однако на практике для привода левой и правой пар орудий имелось только по одному мотору, поэтому орудия правой и левой пар могли подниматься только вместе. Французы практиковали стрельбу полузалпами — пока одна пара орудия производит выстрел, вторая перезаряжается. При этом из-за сотрясения при выстреле одной пары орудий в башне при заряжании второй пары на высоких углах заряжания часто наблюдались заминания пороховых зарядов, поэтому на практике использовалась зарядка при постоянном угле возвышения в 15°. Привод башен был электрическим, а максимальная скорость горизонтального наведения составляла 1,5°/с.
Изюминкой 330-мм орудий были бронебойные снаряды OPf Mle 1935 (образца 1935 года) с взрывателем двойного действия. Снаряд при пробивании толстой брони сильнее тормозится, поэтому для того, чтобы его подорвать внутри корпуса, нужно выставить взрыватель на большее время срабатывания. При пробивании небронированного корпуса снаряд практически не тормозится, и взрыватель нужно выставлять на малое время. Другие флоты использовали для бронированных целей бронебойные снаряды с большим временем задержки взрывателя, а для небронированных целей — фугасные с малым временем задержки. Французы разработали взрыватель, который использовал пороховую трубку замедлителя с находящимися внутри отверстиями, перекрываемыми шайбой. При встрече с небронированной преградой втулка оставалась на месте, и время срабатывания было минимальным. При столкновении с бронёй снаряд тормозился, и возникала сильная перегрузка, из-за которой втулка смещалась и закрывала большую часть отверстий. При этом время срабатывания взрывателя увеличивалось. Бронебойный французский снаряд содержал относительно большую массу взрывчатого вещества — 20,3 кг (3,6 % от массы снаряда). В сочетании с взрывателем двойного действия это должно было давать хорошую эффективность применения по относительно слабо бронированным «карманным линкорам», считавшимся их основной целью. В боекомплект линкоров также выходили фугасные снаряды OEA Mle 1935 (образца 1935 года) и бронебойные снаряды OPfK Mle 1935 (образца 1935 года) со специальной полостью для установки емкости с отравляющим веществом. Пороховой заряд из четырёх картузов пороха SD19 имел массу 192 кг.
Для управления стрельбой орудий главного калибра использовались несколько дальномеров. На нижней поворотной платформе носовой надстройки располагался командно-дальномерный пост (директор) с 12-метровым дальномером. Позже он был заменён на 14-метровый. В кормовой надстройке на нижнем уровне находился ещё директор с 8-метровым дальномером. В случае выхода из строя главных директоров использовались дальномеры в башнях главного калибра, которые хотя и с меньшей эффективностью, но позволяли им вести индивидуальную стрельбу. Каждая башня была оборудована 12-метровым дальномером. Данные с дальномеров поступали в пост управления артиллерийским огнём, расположенный под главной броневой палубой. Здесь под управлением главного артиллерийского офицера 24 оператора с помощью приборов центральной наводки обрабатывали эти данные. С учётом текущего положения целей, параметров движения цели и своего корабля производился расчёт углов вертикального и горизонтального наведения орудий. Эти углы наведения передавались в башни главного калибра. Эти башни оборудовались внешним силовым приводом, позволяющим осуществлять дистанционное вертикальное и горизонтальное наведение. Однако силовой привод обладал низкой точностью и требовал постоянных ручных корректировок углов наведения. Поэтому в конечном счёте от внешнего силового привода отказались, и наведение по данным центрального поста осуществлялось вручную.

#### Вспомогательный калибр
Вспомогательная артиллерия состояла из шестнадцати 130-мм орудий модели 1932 года с длиной ствола 45 калибров. Эти орудия специально проектировались для «Дюнкерка» и стали первыми в мире универсальными орудиями на линкоре. С целью сэкономить вес и пространство их расположили в трёх четырёхорудийных и двух двухорудийных башнях. В корме треугольником были расположены три четырёхорудийные башни, а двухорудийные башни располагались по бортам между трубой и носовой надстройкой. Вспомогательный калибр не мог вести огонь в небольшом носовом секторе.
Орудия развивали скорострельность от 10 до 15 выстрелов в минуту, чего уже было недостаточно для стрельбы по самолётам. Башни имели углы подъёма в пределах от −10 до +75°. Максимальная дальность стрельбы при возвышении 45° составляла 20 870 м, досягаемость по высоте 12 000 м. Скорость вертикального наведения составляла 6°/с. В отличие от 130-мм орудий модели 1924 года, был использован скользящий клиновой затвор, скопированный у немцев. Заряжание было унитарным, но требование ведения огня на больших углах подъёма ствола привело к использованию очень сложного зарядного механизма, который при эксплуатации имел тенденцию к отказу. Как и на башнях главного калибра, четырёхорудийные 130-мм башни разделялись броневой перегородкой в 20 мм на две «полубашни», с двумя стволами в одной люльке.
Каждая пара орудий в башнях имела два отдельных подъёмника для зенитных и противокорабельных снарядов, что позволяло быстро переходить с одного типа снарядов на другой. Кормовые башни располагались над своими погребами, но двухорудийные башни были в 30 м от своих, поэтому они были оборудованы сложной системой подачи боезапаса. Двухорудийная башня весила 68,4 т, включая 46 т вращающейся брони, а четырёхорудийная — 200 т (165 т вращающейся брони), а вместе с барбетом 319 т.
Башни оборудовались силовым приводами, и управление их огнём велось с помощью директоров, расположенных над директорами главного калибра на мачтах-надстройках. Для стрельбы по надводным целям использовались три командно-дальномерных поста — один над другим с 6- и 5-метровыми дальномерами на носовой надстройке и третий с 6-метровым дальномером — на невысокой кормовой надстройке. Директора с 6-метровыми дальномерами весили по 25 тонн, с 5-метровым дальномером — 20 тонн. На боевой рубке стоял ещё один 5-метровый дальномер. Для ведения ночной стрельбы по бокам носовой надстройки находилось два 3-метровых дальномера. Такое расположение позволяло вести огонь одновременно по двум надводным и двум воздушным целям. Однако тяжёлые директора имели малую скорость горизонтального наведения, что снижало эффективность зенитного огня. Дополнительно четырёхорудийные башни имели по 6-метровому дальномеру для ведения индивидуального огня.
| Основные ТТХ использовавшегося вооружения               | Основные ТТХ использовавшегося вооружения | Основные ТТХ использовавшегося вооружения | Основные ТТХ использовавшегося вооружения | Основные ТТХ использовавшегося вооружения | Основные ТТХ использовавшегося вооружения | Основные ТТХ использовавшегося вооружения |
| Орудие                                                  | 330/52 Mle 1931                           | 130/45 Mle 1932                           | 130/45 Mle 1932                           | 37/50 Mle 1925                            | 37/50 Mle 1933                            | 13.2/76 Mle 1929                          |
| ------------------------------------------------------- | ----------------------------------------- | ----------------------------------------- | ----------------------------------------- | ----------------------------------------- | ----------------------------------------- | ----------------------------------------- |
| Калибр, мм                                              | 330                                       | 130                                       | 130                                       | 37                                        | 37                                        | 13,2                                      |
| Длина ствола, калибров                                  | 52                                        | 45                                        | 45                                        | 50                                        | 50                                        | 76                                        |
| Год разработки                                          | 1931                                      | 1932                                      | 1932                                      | 1925                                      | 1933                                      | 1929                                      |
| Масса орудия без замка, кг                              | 70 500                                    | 3800                                      | 3800                                      | 300                                       | 300                                       | 30                                        |
| Скорострельность в/мин теоретическая                    | 1,5—2                                     | 10—12                                     | 10—12                                     | 30-42                                     | 30                                        | 450                                       |
| практическая                                            |                                           |                                           |                                           | 15—21                                     | 15—21                                     | 250                                       |
| Тип заряжания                                           | Картузное                                 | Унитарное                                 | Унитарное                                 | Унитарное                                 | Унитарное                                 | Унитарное                                 |
| Масса заряда, кг                                        | SD19 192 кг                               | ВМ9 8,9 кг                                | ВМ9 8,9 кг                                | ВМ2 0,2 кг                                | ВМ2 0,2 кг                                | 52 г                                      |
| Тип снаряда                                             | бронебойный OPf Mle 1935                  | бронебойный OPfK Mle 1933                 | фугасный OЕА Mle 1934                     | фугасный ОЕА Mle 1925                     | фугасный ОЕА Mle 1925                     | пуля                                      |
| Масса снаряда, кг                                       | 570                                       | 33,4                                      | 29,5                                      | 0,73                                      | 0,73                                      | 50 г                                      |
| Начальная скорость м/с                                  | 870                                       | 800                                       | 840                                       | 810                                       | 810                                       | 800                                       |
| Живучесть ствола, выстрелов                             | 250                                       | 900                                       | 900                                       |                                           |                                           |                                           |
| Максимальная дальность, м                               | 41 500                                    | 20 800                                    |                                           | 7175                                      | 8000                                      | 3500                                      |
| эффективная, м                                          |                                           |                                           |                                           | 5000                                      | 5000                                      | 2500                                      |
| Досягаемость по высоте, м                               |                                           |                                           | 12 000                                    |                                           |                                           |                                           |
| Установка                                               |                                           |                                           |                                           |                                           |                                           |                                           |
| Обозначение                                             | St Chamond Mle 1932                       | St Chamond quad Mle 1932                  | St Chamond twin Mle 1932                  | CA/SMCA Mle 1925                          | CAD Mle 1933                              | CAQ Mle 1929                              |
| Количество стволов                                      | 4                                         | 4                                         | 2                                         | 1                                         | 2                                         | 4                                         |
| Масса вращающейся части, т                              | 1497                                      | 200                                       | 81,2                                      |                                           |                                           | 1,16                                      |
| Углы возвышения                                         | −5°/+35°                                  | −10°/+75°                                 | −10°/+75°                                 | −15°/+80°                                 | −15°/+80°                                 | -15°/+90°                                 |
| Скорость наведения вертикального / горизонтального, °/с | 6/5                                       | 8/12                                      | 8/12                                      |                                           |                                           |                                           |

#### Зенитное вооружение
По проекту зенитное вооружение состояло из десяти 37-мм автоматов модели 1935 года в спарках и тридцати двух 13,2-мм автоматов в четырёхствольных установках. Для конца 1930-х годов это была довольно хорошая зенитная батарея, которая не уступала зенитному вооружению линкоров других стран. Новые 37-мм установки должны были оснащаться силовым приводом и управляться с помощью расположенных по бортам надстроек четырёх директоров с 2-метровыми дальномерами. Однако их проектирование сильно отставало от графика. Прототип был создан только к весне 1939 года, а запуск в производство ожидался не ранее 1940 года. Поэтому в качестве временной замены были установлены шесть одноствольных 37-мм установок модели 1925 года. С начала 1939 года их начали заменять на двухствольные установки модели 1933 года. «Дюнкерк» получил пять установок на места запланированных по проекту. На «Страсбург» установили только четыре.
Две 37-мм зенитные установки модели 1933 года (Mle1933) располагались на верхней палубе по бокам второй башни главного калибра, две — на палубе надстройки за трубой, а одна на ангаре между четырёхорудийными 130-мм башнями (она отсутствовала на «Страсбурге»). Полуавтоматическая зенитка со стволом длиной 50 калибров имела скорострельность 85 выстрелов в минуту (42 выстрела на ствол в минуту), а её 0,725-кг снаряды имели начальную скорость 810 м/с и досягаемость по высоте 5000 метров, под углом 45 градусов дальность стрельбы составляла 7175 метров. Боезапас на ствол равнялся 1000 снарядов.
Из восьми счетверённых 13,2-мм зенитных пулеметных установок Гочкиса Mle1929, шесть располагались на палубе спардека, по три на каждый борт, а остальные на крыше надстройки за трубой. Зенитные пулеметы имели досягаемость по высоте 4200 метров, под углом 45 градусов дальность стрельбы составляла 7200 метров, скорострельность пулеметов равнялась 450 выстрелам в минуту, масса пули — 0,510 кг. Боезапас на ствол равнялся 3000 патронов..
| Изменение состава зенитного вооружения | Изменение состава зенитного вооружения | Изменение состава зенитного вооружения | Изменение состава зенитного вооружения |
| Корабль, дата изменения                | 37 mm CAS Mle 1925                     | 37 mm CAD Mle 1933                     | 13.2 mm CAQ Mle 1929                   |
| -------------------------------------- | -------------------------------------- | -------------------------------------- | -------------------------------------- |
| «Дюнкерк», май 1937                    | 6×1                                    |                                        |                                        |
| «Дюнкерк», октябрь 1937                | 6×1                                    |                                        | 6×4                                    |
| «Дюнкерк», май 1937                    |                                        |                                        | 8×4                                    |
| «Дюнкерк», февраль 1939                |                                        | 4×2                                    | 8×4                                    |
| «Дюнкерк», август 1939                 |                                        | 5×2                                    | 8×4                                    |
| «Страсбург», декабрь 1938              |                                        |                                        | 5×4                                    |
| «Страсбург», начало 1939               |                                        | 4×2                                    | 6×4                                    |
| «Страсбург», август 1939               |                                        | 4×2                                    | 8×4                                    |

Для управления огнём зенитных автоматов использовались расположенные по бокам носовой надстройки на уровне ходового мостика два директора в башенках с 3-метровыми дальномерами. Ещё два 2-метровых дальномера были за трубой на крыше надстройки.

#### Авиационное вооружение
С самого начала проект «Дюнкерка» предусматривал наличие гидросамолётов, впервые в мире для тяжёлых кораблей. Расположение башен главного калибра позволило беспрепятственно разместить в корме поворотную катапульту для запуска самолётов и достаточно большой ангар. Корабль мог принять на борт три летающие лодки типа «Луар-130». Два самолёта располагались в двухъярусном ангаре, ещё один на катапульте. Недостатком наличия большого ангара было уменьшение углов обстрела бортовых четырёхорудийных 130-мм башен.

#### Радар
Несмотря на то, что разработка радиолокатора во Франции началась ещё в 1933 году, усилия были сосредоточены на сухопутных радарах метрового диапазона для обнаружения воздушных целей. К 1939 году навигационные радары были установлены на шлюпе охраны рыболовства «Вилль де Ис» для выявления айсбергов, на одном из торговых судов и на пассажирском лайнере «Нормандия». Работы над корабельными радарными установками противовоздушной обороны начались лишь в конце 1940 года.
Для обеспечения кругового обзора на «Страсбурге» в районе 1941—1942 годов были установлены четыре синхронизированные антенны на ноках реев носовой надстройки под углом 45° к диаметральной плоскости. Излучающими были носовая антенна правого и кормовая левого борта, а две другие приёмными. Радар мог обнаруживать самолёты, летящие на высоте 1500 м, на расстоянии до 80 км, а при их снижении до 1000 м расстояние обнаружения уменьшалось до 50 км. Если же самолёт летел на высоте нескольких метров, то дальность обнаружения падала до 10 км.
Испытания радара проводились в июле 1942 года возле Тулона, но им помешали плохие погодные условия. В ноябре 1942 года, после нарушения немцами перемирия и оккупации южной Франции, работа над радаром прекратилась, а большая часть оборудования была уничтожена.

## Энергетическая установка
|  |

Энергетическая установка была очень компактной и значительно отличалась от предыдущих проектов. Главные механизмы эшелонировано размещались в пяти отсеках общей длиной 53,55 м. В трёх котельных отделениях (КО) располагались по два котла друг напротив друга, а в двух машинных отделениях (МО) — по два турбоагрегата. В первом эшелоне под носовой надстройкой находились КО № 1 и за ним МО № 1 с приводом на внешние валы. Второй эшелон составляли КО № 2, КО № 3 и МО № 2 с приводом на внутренние валы. Благодаря этому обстоятельству, а также тому, что котлы могли подключаться к турбоагрегатам любого эшелона, снижался риск потери хода при одиночном попадании. Однако вследствие отсутствия системы контрзатопления возникала возможность несимметричного затопления больших отсеков, поэтому отказались от продольных перегородок по диаметральной плоскости. Из-за этого любое попадание в котельное или машинное отделение приводило к потере мощности на одной из пар валов.
Пар вырабатывался шестью высокотемпературными котлами с умеренно высоким давлением пара типа Индре. Котлы имели три коллектора, центральную систему трубок с двумя форсунками и подогревателями воздуха. Давление пара — 27 кгс/см², а температура — 350 °C. Котлы для «Дюнкерка» изготавливались фирмой Индре, для «Страсбурга» по лицензии фирмой-кораблестроителем — Penhoët.
Использовались четыре комплекта турбин системы Парсонса производства фирмы «Электро-Меканик» с приводом каждой через одноступенчатый редуктор на свой индивидуальный гребной вал. Каждый комплект состоял из двух турбин высокого давления (ТВД) с давлением пара 27 кгс/см², турбины среднего давления (ТСД) с давлением 8,5 кгс/см² и турбины низкого давления (ТНД) для переднего и заднего ходов. На крейсерских ходах использовались ТНД и ТВД № 1. На 1/4 мощности турбозубчатых агрегатов линкор развивал скорость 15,5 узлов при работе двух винтов и 20 узлов при использовании четырёх. ТВД № 2 подключалась для достижения мощности от 34 % до 50 % от максимальной. Винты на «Дюнкерке» были трёхлопастными, диаметром 4,2 м, на «Страсбурге» четырёхлопастными диаметром 4,045 м.
Проектная мощность силовой установки составляла 107 000 л. с., что должно было обеспечивать скорость в 29,5 узла. Согласно расчётам, при нормальном водоизмещении 31 500 т с половинным запасом топлива при форсировании до 112 500 л. с. обеспечивалась скорость 30 узлов. На испытаниях «Дюнкерк» при форсировке машин до 135 585 л. с. развил скорость 31,06 узла.
Проектная дальность плавания при крейсерской скорости 15 узлов должна была составлять 15 000 миль. Запас топлива на «Дюнкерке» составил 5775 т, а на «Страсбурге» для компенсации большего водоизмещения и, следовательно, большего расхода топлива — 6045 т. Во время приёмных испытаний на мерной миле Пенмарш — Гильвинек «Дюнкерк» показал следующие результаты:
| Продолжительность испытания                                  | 3 часа | 3 часа | 3 часа | 2 часа | 3 часа  |
| Скорость, узлы                                               | 17,31  | 20,68  | 25,24  | 28,3   | 30,38   |
| Мощность, л. с.                                              | 13 110 | 25 190 | 52 850 | 81 540 | 113 420 |
| Расход топлива, кг/милю                                      | 352    | 480    | 740    | 1000   | 1362    |
| Расчётная дальность плавания при запасе топлива 5775 т, миль | 16 416 | 12 039 | 7800   | 5775   | 4241    |

В военное время для улучшения работы противоторпедной защиты топливные цистерны, расположенные в её отсеках, заполнялись не до конца. Запас топлива составлял 3700 т. Это обеспечивало дальность 2450 миль на 28,5 узла, 6300 на 20 и 7850 миль на 15 узлах.
Для экономии веса и пространства кораблестроители отказались от паровых, турбинных и гидроприводов, и вместо них было решено применить электроэнергию. Небольшая часть оборудования питалась переменным током. Основное же напряжение в бортовой системе было постоянного тока — 230 В, а для питания электроприводов башен главного калибра потребовалось большее напряжение — 460 В. Поэтому бортовые электростанции имели два выходных напряжения — 230 и 460 В. Оборудование на борту линкора подключалось к трём подстанциям. В каждом машинном отделении стояли по два блока из двух турбогенераторов мощностью по 450 кВт, которые выдавали ток на две подстанции. В сумме они выдавали 3600 кВт. Запасная подстанция снабжалась током от располагавшихся между погребами главного калибра трёх дизель-генераторов по 400 кВт. На баке располагались два аварийных дизель-генератора по 100 кВт, но они могли производить только напряжение 230 В. Общая мощность всех генераторов составляла 5000 кВт.
Каждая из четырёх подстанций была автономной. Однако одновременно подстанция имела возможность производить ток лишь одного напряжения — 230 или 460 В, так как для этого нужно было специальное последовательное подключение генераторов. В бою только две подстанции вырабатывали ток двух различных напряжений, а третья оставалась в резерве.
Для снижения зависимости от потери тока проводка имела тройное дублирование. Туннели для кабелей проходили с обоих бортов от кормового 330-мм погреба до кормового 130-мм, а на случай их повреждения в двойном дне была третья система проводки. Места прохода кабелей через перегородки герметизировались. Сеть правого борта была независима от сети левого, так же, как и разводка кабелей по каждой палубе. Помещения выше верхней палубы имели отдельную сеть.

## Модернизации и изменения

### «Дюнкерк»
15 августа — 18 октября 1937
Прожектора диаметром 90 см, установленные на платформе выше адмиральского мостика, заменены на седьмой 120-мм прожектор. Экраны по бокам адмиральского мостика продолжены в корму. Крыша адмиральского мостика расширена в носовую часть за счёт круглой платформы с экранами. Завершена установка дальномеров и радиоантенн. Шесть установок 13,2-мм «Гочкисов» установлены на палубе надстройки.
12 марта — 2 мая 1938 года
Установлен дефлектор на дымовую трубу. Установлены все 37-мм CAS Mle 1925. Две установки 13,2-мм «Гочкисов» установлены на надстройке позади дымовой трубы. В таком виде корабль официально вошёл в строй 1 сентября 1938 года.
29 ноября 1938 — 27 февраля 1939
Установлены четыре 37-мм CAD Mle 1933 вместе с четырьмя 1-метровыми дальномерами. Ходовой мостик расширен, и на него с палубы надстройки перенесены два 13.2mm Hotchkiss CAQ. Изменены дефлекторы вокруг адмиральского мостика.
Июль — август 1939
Пятый 37-мм CAD Mle 1933 установлен на цилиндрическом выступе на мачте-надстройке.
4 января — 12 февраля 1940
Все четыре 47-мм пушки демонтированы. Сделаны небольшие изменения на крыльях мостика и платформах. 12-метровый стереодальномер в нижнем директоре заменён на 14-метровый. После опыта эксплуатации в бурных водах Северной Атлантики была выявлена недостаточная плавучесть носовой оконечности, из-за чего бак сильно заливало. Поэтому два носовых 37mm CAD Mle 1933 перенесены с бака на шлюпочную палубу, а башни ГК оснащены кожаными мамеринцами.
Февраль — ноябрь 1942
Ремонт после полученных повреждений в Мерс-эль-Кебир. Большая часть тяжёлой промышленности Франции осталась на оккупированной территории, поэтому ремонт сопровождался значительными трудностями, из-за чего часть запланированных работ так и не была завершена. Ремонт корпусных повреждений, особенно в районе отсеков E / F / G / H, серьёзно повреждённых орудийным огнём 6 июля 1940 года. Восстановление брони на этих участках. Ремонт проржавевшего коллектора № 1, неспособного держать давление в 27 кг/см², верхнего парового коллектора котла № 21 и соединений турбин. Планировался капитальный ремонт машинной установки. Были осуществлены ремонт и замена повреждённой кабельной проводки. Внешний силовой привод для орудий главного и вспомогательного калибров был снят как не оправдавший ожиданий. Планировалось увеличить число зенитных автоматов за счёт снятия авиационного оборудования. Два из трёх директоров 130-мм орудий оставались в ремонте, но два ночных директора смогли отремонтировать. Были пересмотрены устройства борьбы за живучесть. Вне броневой цитадели были установлены более мощные помпы. Устранены неполадки в броневых заслонках в машинных и котельных отделениях. Установлены более мощные и надёжные преобразователи для питания систем подачи главного и вспомогательного калибров. Преобразователи для привода рулей, которые были постоянным источником неполадок, также были заменены. Было предусмотрено изменение формы носа для устранения выявленной проблемы заливания и забрызгивания в непогоду.

### «Страсбург»
15 сентября — 15 декабря 1938
Установлен дефлектор на дымовую трубу. Установлены пять установок 13,2 мм «Гочкис».
Первая половина 1939 года
Установлены четыре 37-мм установки CAD Mle 1933.
Август 1939
Одна установка 13,2-мм «Гочкис» установлена позади грот-мачты.
29 ноября 1939 — 9 января 1940
Установлены экраны на прожекторной площадке носовой надстройки. По верхней кромке корпуса проложен кабель системы размагничивания.
14 августа — 11 сентября 1940 года
Зенитные автоматы на верхушке носовой надстройки защищены экранами из закалённой стали.
Ноябрь — декабрь 1940
Верхняя часть рубки модифицирована для установки на адмиральском мостике четырёх прожекторов. С этого момента «Страсбург» становится флагманским кораблем Forces de Haute Mer. Для снижения заливаемости установлены новые уплотнения между башней и барбетом, оригинальные маски орудий заменены на черные кожаные мамеринцы. Эти изменения сначала были сделаны на башне № 1 и потом на башне № 2.
31 января — 25 апреля 1942 года
На крыше адмиральского мостика установлен 5-метровый дальномер. Указатели дистанции в виде циферблатов сняты. Адмиральский и ходовой мостики оборудованы дефлекторами, как на «Ришельё». Радиорубка, расположенная над носовым директором, обшита стальными листами. Как и на «Дюнкерке», передняя пара 37-мм орудий перенесена с бака на передний конец шлюпочный палубы. Добавлены три 13,2-мм пулемёта CAS Browning MG: один на юте и два на шлюпочной палубе позади 37-мм орудий. Установлен радар французского производства — DEM (Detecteur Electro-Magnetique). Четыре небольшие прямоугольные антенны были установлены на верхушках основных реев — вокруг надстройки под углом 45° к диаметральной плоскости. Две передних служили для передачи сигнала, две задних — для приёма отражённого сигнала. Излучатели ME 140 и приёмники MR 1267 были разработаны компанией Sadir. При хороших погодных условиях дальность обнаружения самолётов составила 50 км при точности определения угла визирования ± 1° и дальности в 50 м.

## Окраска

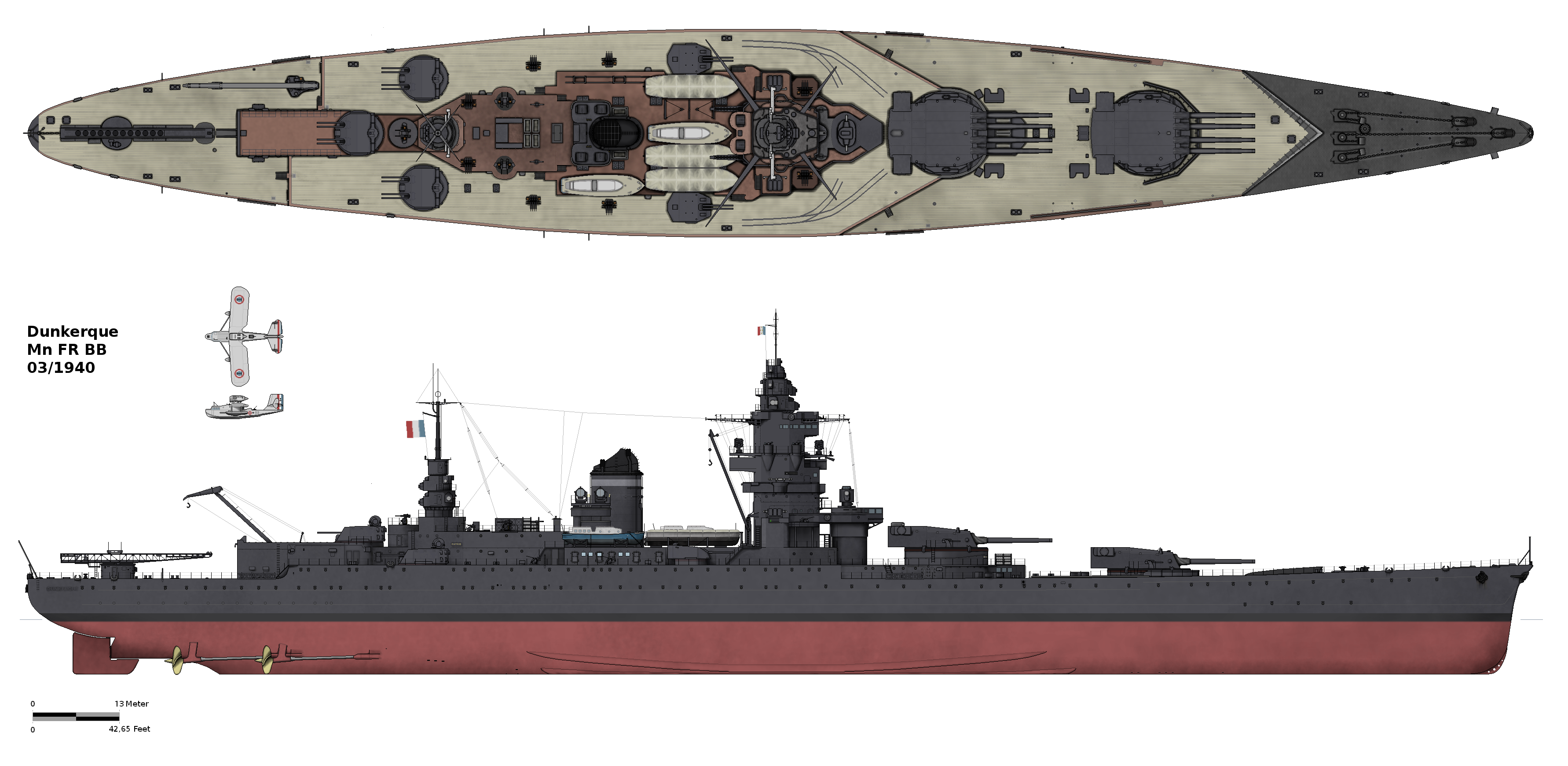
Внешний вид французского линейного корабля «Дюнкерк» после модернизации в феврале 1940 года

С момента ввода в эксплуатацию до января 1940 года для «Страсбурга» и февраля 1940 года для «Дюнкерка», кроме некоторых деталей, корабли были выкрашены в светло-серый цвет. Дальномеры для отражения тепла и уменьшения искажений были окрашены в белый цвет. Платформы на надстройках и верхняя палуба, начиная от первого волнолома, были покрыты тиком. Носовая часть верхней палубы была покрашена в стальной серый цвет. Дефлекторы труб, якоря и их цепи, ватерлиния были чёрного цвета. Был небольшой период, когда корабли несли камуфляж, основной целью которого было создание помех вражеским дальномерам. С апреля по сентябрь 1939 года на мачту-надстройку «Дюнкерка» была нанесена чёрная спираль. На «Страсбурге» в октябре-ноябре 1939 года два чёрных кольца были нанесены вокруг грот-мачты, а две чёрные широкие полосы — на заднюю часть надстройки. Схема показала себя неэффективной, поэтому была возвращена предыдущая схема окраски. В начале 1940 года вместо светло-серой корабли получили тёмно-серую окраску, более подходящую для операций в Северной Атлантике. С октября 1940 года, после возвращения в Тулон, «Страсбург» получил старую, светло-серую схему окраски.
Шлюпки имели кили чёрного цвета и светло- или тёмно-серый верх. Внутренние поверхности шлюпок были окрашены в белый матовый цвет. Малые 9-метровые катера имели кабину из красного дерева, на более крупных катерах они были серыми. Катер адмирала был выкрашен в белый цвет и имел кабину из красного дерева, с крышей, выкрашенной в белый цвет. Катер командира корабля был выкрашен в королевский синий с кабиной из красного дерева с белой крышей.
В марте 1939 года на трубы были нанесены белые марки, обозначающие принадлежность к первой дивизии линкоров, — одна для «Дюнкерка» как флагмана и две для «Страсбурга». Их закрасили в августе 1940 года, когда дивизия была расформирована. Триколоры французского флага были нанесены для идентификации на вторую башню ГК и кормовую башню 130-мм орудий. На «Страсбург» их нанесли в ноябре 1940 года. На «Дюнкерк» — в феврале 1942 года, поверх тёмно-серой атлантической окраски.

## Служба
| Наименование | Верфь                                | Дата закладки   | Дата спуска на воду | Дата ввода в строй | Судьба                                                                                       |
| ------------ | ------------------------------------ | --------------- | ------------------- | ------------------ | -------------------------------------------------------------------------------------------- |
| «Дюнкерк»    | Арсенал Бреста                       | 24 декабря 1932 | 2 октября 1935      | 1 мая 1937         | Взорван в сухом доке 27 октября 1942 года в Тулоне, списан в 1945, разобран на металл в 1958 |
| «Страсбург»  | Chantiers de l'Atlantique, Сен-Назер | 25 ноября 1934  | 12 декабря 1936     | 6 апреля 1939      | Затоплен 27 октября 1942 года в Тулоне, списан в 1945, разобран на металл в 1955             |

## Начало службы и первые месяцы Второй мировой войны
После ввода в строй «Дюнкерк» и «Страсбург» вошли в состав французского Атлантического флота. «Дюнкерк» 1 сентября 1938 года стал флагманским кораблём вице-адмирала Марселя Женсуля.
Быстроходные французские линкоры в первые месяцы войны действовали очень активно, получив высокую оценку британских союзников. «Дюнкерк» и «Страсбург» вместе с авианосцем «Беарн», тремя лёгкими крейсерами и восемью эсминцами образовали в Бресте Первую эскадру, или Рейдерское соединение. Эскадра, командующим которой был назначен вице-адмирал Женсуль, была создана для перехвата немецких «карманных линкоров» и для сопровождения важных конвоев между островом Уэссан и Азорскими островами, а также между островами Зелёного мыса и мысом Пальмас в Гвинейском заливе. В августе английское и французское адмиралтейства решили создать для перехвата немецких рейдеров поисковые группы (так называемые «киллер-групп»). «Страсбург» вместе с английским авианосцем «Гермес» в составе соединения «X» (Икс) занимался поиском «Адмирала Шпее». «Дюнкерк» вместе с британским линейным крейсером «Худ» входил в состав другой поисковой группы, охотившейся за ещё одним «карманным линкором» — «Дойчландом».
Охота за «карманниками» оказалась безуспешной. В начале 1940 года союзники разделили зоны ответственности. На французов возлагалась ответственность за западную часть Средиземного моря. «Дюнкерк» и «Страсбург» базировались на Мерс-эль-Кебир, а три линкора типа «Бретань» ушли в Александрию. Перед началом войны с Италией британский адмирал Каннингем получил подкрепление, поэтому «Прованс» и «Бретань» вернулись в Мерс-эль-Кебир, а «Лоррен» остался в Александрии.
25 июня после капитуляции Франции было объявлено перемирие с Германией и Италией. По условиям перемирия французские корабли должны были быть демобилизованы, но оставаться под французским флагом. Согласно секретному приказу главнокомандующего французским флотом адмирала Дарлана, при попытке захвата Германией или Италией корабли ни в коем случае не должны были попасть в руки противника — им следовало или уйти в США, или затопиться.

### Мерс-эль-Кебир

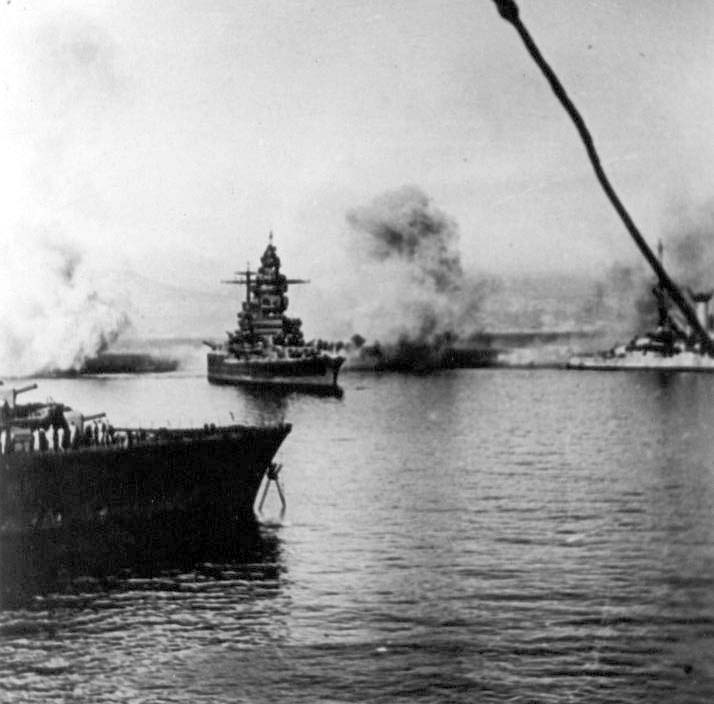
«Страсбург» под огнём британских линкоров выходит из гавани Мерс-эль-Кебира

После капитуляции Франции британский флот обладал преимуществом над объединёнными морскими силами Германии и Италии, однако это преимущество могло исчезнуть в случае попадания в руки противника современных французских кораблей. Британское правительство решило провести операцию по нейтрализации французского флота под кодовым названием «Катапульта». Захват французских кораблей в портах Великобритании и Александрии обошёлся практически без кровопролития. Самой сложной была операция по нейтрализации сильного французского соединения в африканской базе Мерс-эль-Кебир. В базе находились линкоры «Дюнкерк», «Страсбург», «Прованс», «Бретань», лидеры «Вольта», «Могадор», «Тигр», «Линкс», «Керсен», «Террибль» и гидроавианосец «Коммандан Тест». Она прикрывалась береговыми батареями, а на аэродромах неподалёку находились 42 истребителя. В Оране, в нескольких милях на восток, располагалось большое количество эсминцев, сторожевиков и тральщиков.
Англичане решили использовать грубую силу, отправив для нейтрализации французских кораблей внушительную эскадру. В соединение «H» (Эйч) адмирала Сомервилла вошли линейный крейсер «Худ», линкоры «Резолюшен» и «Вэлиант» (на каждом из трёх по восемь 381-мм орудий), авианосец «Арк Ройял», лёгкие крейсера «Аретьюза», «Энтерпрайз» и 11 эсминцев. Они подошли к Мерс-эль-Кебиру утром 3 июля 1940 года.
Французскому адмиралу Женсулю был передан британский ультиматум. Его корабли должны были присоединиться к британскому флоту для борьбы с Германией и Италией, перейти для интернирования в порты Великобритании и США или самозатопиться. Переговоры ни к чему не привели. Сомервилл, подстегиваемый британским Адмиралтейством и известиями о выходе в море французских крейсеров и эсминцев из Алжира и Орана, отдал приказ открыть огонь.
В течение 13 минут с 16:54 британские корабли добились нескольких попаданий в «Дюнкерк», «Бретань» и «Прованс». Попадания в «Бретань» привели к взрыву корабля; потерявшие ход «Дюнкерк» и «Прованс» встали на якорь на мелководье. Получил повреждения и лидер «Могадор». «Страсбург» вместе с оставшимися лидерами сумел вырваться из гавани, оторвался от погони и на следующий день пришел в Тулон.
После боя французы опрометчиво заявили в прессе о том, что повреждения «Дюнкерка» незначительны и что вскоре он войдёт в строй. Британцы 6 июля провели повторную атаку Мерс-эль-Кебира. Результатом трёх последовательных атак торпедоносцев авианосца «Арк Ройял» стало затопление пришвартованного у борта линкора сторожевика, а потом детонация находившихся на нём глубинных бомб. «Дюнкерку» разворотило борт на длине в 40 метров, после чего линкор лёг на грунт. Ремонтные возможности были ограничены, поэтому «Дюнкерк» смогли вывести в море только 19 февраля 1942 года, после чего увели корабль в Тулон.

### Тулон и затопление флота
После прихода в Тулон «Дюнкерк» поставили в один из сухих доков, однако работы из-за нехватки средств велись очень медленно. Исправный «Страсбург» в течение 1941—1942 годов был флагманом адмирала Женсуля. Из-за недостатка топлива совершал лишь короткие походы в районе Тулона.
8 ноября 1942 года союзники высадились в Северной Африке. Гитлер приказал оккупировать южную Францию, и на рассвете 27 ноября в Тулон вошли немецкие танки. Французский флот приступил к самозатоплению. «Страсбург» был затоплен у пирса, а «Дюнкерк» взорван в доке. Позднее итальянцы занялись подъёмом кораблей в Тулоне и демонтажом оборудования с них. «Страсбург» был поднят 17 июля 1943 года и отбуксирован в бухту Лазара. При высадке союзников в Тулоне 36 американских самолётов Б-25 сбросили на «Страсбург» и находившийся рядом с ним «Ла Галиссоньер» сорок четыре 454-кг бомбы общего назначения и сто восемь 454-кг полубронебойных бомб. В «Страсбург» попали 7 бомб, после чего он лёг на грунт. Из-за больших повреждений «Дюнкерк» и «Страсбург» после войны решили не восстанавливать. Линкоры были списаны и проданы на слом.

## Оценка проекта
Линкоры типа «Дюнкерк» стали первыми быстроходными линкорами в мире. Проект, будучи новаторским, тем не менее, обладал общей слабостью, обусловленной ограничениями, наложенными на водоизмещение. Оригинальный архитектурный облик французских линкоров, по мнению участников коронационных торжеств 1937 года на Спитхедском рейде, был весьма эстетичным. Впервые в мире артиллерия главного калибра была расположена в четырёхорудийных башнях, размещённых в носовой части корпуса. При выполнении возложенной на «Дюнкерк» задачи — преследовании «карманных линкоров» — такое расположение было идеальным, обеспечивая в носовом секторе максимальный залп из всех орудий. Это также давало возможность сэкономить длину броневой цитадели. Из-за такого расположения орудия главного калибра не имели возможность вести огонь непосредственно в корму. Однако благодаря большим углам обстрела — 286° для нижней и 300° для верхней башен — это не ограничивало оперативных возможностей кораблей.
Линкоры типа «Дюнкерк» впервые в мире были вооружены универсальной артиллерией вспомогательного калибра. Подобное, помимо французов, смогли позже воплотить в металл лишь британцы и американцы. Вместе с тем реализация этого передового замысла оказалась весьма неудачной. Тяжёлые бронированные директоры и сильно бронированные 130-мм башни получились очень неповоротливыми, что, вместе с низкой скорострельностью орудий, делало зенитный огонь малоэффективным. Проектное зенитное вооружение из десяти 37-мм автоматов в спаренных установках и тридцати двух 13,2-мм автоматов в четырёхствольных установках для конца 1930-х годов считалось довольно хорошим, не уступая зенитному вооружению линкоров других стран. Во время войны выяснилось, что это вооружение недостаточно мощное как по калибру, так и по числу стволов. Установленные по факту зенитные 37-мм пушки с полуавтоматическим затвором оказались неэффективными и были немногочисленны. Вместе с тем в начале войны недостаточностью зенитного вооружения страдали капитальные корабли всех стран мира, и уже в ходе войны этот недостаток исправлялся установкой дополнительного количества автоматов.
Впервые во французском флоте башни орудий и главного, и вспомогательного калибров получили силовой привод для внешнего управления вертикальной и горизонтальной наводкой. Однако реализация идеи была неудачной. Во-первых, точность исполнительных механизмов была невысокой и требовала корректировок вручную. Во-вторых, при стрельбе 130-мм орудий по скоростным целям, особенно самолётам, система не успевала отслеживать перемещения цели из-за слишком медленной скорости вращения тяжёлых бронированных башен.
Наклонный пояс «Дюнкерка» толщиной 225 мм имел вертикальный эквивалент 283 мм. Этой толщины было достаточно против 280-мм орудий немецких «карманных линкоров», на которые она и рассчитывалась. Хотя это было и больше, чем 273-мм пояс у предыдущего типа «Бретань», но броня была тоньше, чем у лучших линкоров времён Первой мировой войны, и недостаточной для боя с полноценными быстроходными линкорами. У «Страсбурга» 283-мм борт с эквивалентом 340 мм больше соответствовал «линкорному стандарту».
В отличие от линкоров Первой мировой войны, у «Дюнкерка» было довольно сильное горизонтальное бронирование, рассчитанное на противостояние бомбам и снарядам на больших дистанциях боя, хотя некоторые специалисты отмечали, что для большей эффективности толщины палуб нужно было подобрать наоборот. Вместо толстой верхней бронепалубы надо было разместить тонкую палубу, которая будет взводить детонаторы бомб и сдирать бронебойные колпачки со снарядов, а нижняя палуба должна быть толстой, чтобы выдерживать основной удар. Бронирование башен главного калибра было достаточно сильным, но использование для крыши цементируемой брони считалось неоправданным. Если бы была использована гомогенная броня, то в Мерс-эль-Кебире броня крыши правой возвышенной полубашни «Дюнкерка» после попадания с «Худа» была бы прогнута, но не дала бы осколков, и, скорее всего, полубашня не вышла бы из строя.
Для своего водоизмещения «Дюнкерк» имел очень хорошую противоторпедную защиту. Достаточно глубокая, с чередованием пустых и заполненных водой или нефтью отсеков и использованием водоотталкивающего материала она была очень надёжной. Специалисты всегда отмечали её эффективность, хотя некоторые и критиковали за использование водоотталкивающего материала, что сделало невозможным использование контрзатопления отсеков для выравнивания крена при повреждениях.
Изюминкой проекта была высокая скорость — 30 узлов. Также прекрасными были мореходность и дальность плавания.

## Сравнение с аналогами
| Характеристики главной артиллерии линкоров периода Второй мировой войны                                               | Характеристики главной артиллерии линкоров периода Второй мировой войны | Характеристики главной артиллерии линкоров периода Второй мировой войны | Характеристики главной артиллерии линкоров периода Второй мировой войны | Характеристики главной артиллерии линкоров периода Второй мировой войны | Характеристики главной артиллерии линкоров периода Второй мировой войны | Характеристики главной артиллерии линкоров периода Второй мировой войны | Характеристики главной артиллерии линкоров периода Второй мировой войны | Характеристики главной артиллерии линкоров периода Второй мировой войны | Характеристики главной артиллерии линкоров периода Второй мировой войны | Характеристики главной артиллерии линкоров периода Второй мировой войны |
| Характеристика | 340 mm/45 Model 1912                                                    | 330mm/50 Model 1931                                                     | 380mm/45 Model 1935                                                     | 14"/45 Mark VII                                                         | 15"/42 Mk I                                                             | 28 cm SKC/34                                                            | 38 cm SKC/34                                                            | 320 mm/44 Model 1934                                                    | 381 mm/50 Ansaldo 1934                                                  | 12"/50 Mark 8                                                           |
| --- | ----------------------------------------------------------------------- | ----------------------------------------------------------------------- | ----------------------------------------------------------------------- | ----------------------------------------------------------------------- | ----------------------------------------------------------------------- | ----------------------------------------------------------------------- | ----------------------------------------------------------------------- | ----------------------------------------------------------------------- | ----------------------------------------------------------------------- | ----------------------------------------------------------------------- |
| Страна | Франция                                                                 | Франция                                                                 | Франция                                                                 | Великобритания                                                          | Великобритания                                                          | Нацистская Германия                                                     | Нацистская Германия                                                     | Италия                                                                  | Италия                                                                  | Соединённые Штаты Америки                                               |
| Год разработки | 1912                                                                    | 1931                                                                    | 1935                                                                    | 1934                                                                    | 1912                                                                    | 1934                                                                    | 1934                                                                    | 1934                                                                    | 1934                                                                    | 1939                                                                    |
| Корабль-носитель | «Бретань»                                                               | «Дюнкерк»                                                               | «Ришельё»                                                               | «Кинг Джордж V»                                                         | «Рипалс» «Худ» «Куин Элизабет»                                          | «Шарнхорст»                                                             | «Бисмарк»                                                               | «Конте ди Кавур»                                                        | «Литторио»                                                              | «Аляска»                                                                |
| Калибр, мм | 340                                                                     | 330                                                                     | 380                                                                     | 356                                                                     | 381                                                                     | 283                                                                     | 380                                                                     | 320                                                                     | 381                                                                     | 305                                                                     |
| Длина ствола, калибров                                                                                                | 45                                                                      | 50,4                                                                    | 45,4                                                                    | 45                                                                      | 42                                                                      | 51,3                                                                    | 48,4                                                                    | 44                                                                      | 50                                                                      | 50                                                                      |
| Вес орудия с затвором, кг                                                                                             | 66 950                                                                  | 70 500                                                                  | 94 100                                                                  | 80 256                                                                  | 101 605                                                                 | 53 250                                                                  | 111 000                                                                 | 69 672                                                                  | 111 664                                                                 | 55 262                                                                  |
| Живучесть, выстрелов                                                                                                  | 250                                                                     | 250                                                                     |                                                                         | 340—375                                                                 | 335                                                                     | 300                                                                     | 180—250                                                                 | 150                                                                     | 110—130                                                                 | 344                                                                     |
| Скорострельность, в/мин                                                                                               | 2                                                                       | 2                                                                       | 1,2—2,2                                                                 | 2                                                                       | 2                                                                       | 3,5                                                                     | 2,3—3                                                                   | 2                                                                       | 1,3—1,8                                                                 | 2,4—3                                                                   |
| Тип снаряда | OPf Mle 1924                                                            | OPf Mle 1935                                                            | OPfK Mle 1936                                                           | APC MkVIIB                                                              | APC Mk XVIIB                                                            | Psgr. L/4,4                                                             | Psgr. L/4,4                                                             |                                                                         |                                                                         | AP Mark 18                                                              |
| Масса снаряда, кг | 575                                                                     | 570                                                                     | 884                                                                     | 721                                                                     | 879                                                                     | 330                                                                     | 800                                                                     | 525                                                                     | 885                                                                     | 517                                                                     |
| Начальная скорость, м/с                                                                                               | 780                                                                     | 870                                                                     | 830                                                                     | 757                                                                     | 749                                                                     | 890                                                                     | 820                                                                     | 830                                                                     | 850                                                                     | 762                                                                     |
| Масса ВВ, кг (%) | 21,7 (3,77 %)                                                           | 20,3 (3,56 %)                                                           | 21,9 (2,48 %)                                                           | 22 (3,05 %)                                                             | 22 (2,5 %)                                                              | 7,84 (2,38 %)                                                           | 18,8 (2,35 %)                                                           |                                                                         | 10,16 (1,15 %)                                                          | 7,7 (1,49 %)                                                            |
| Дульная энергия, МДж                                                                                                  | 174,91                                                                  | 215,72                                                                  | 304,49                                                                  | 206,58                                                                  | 246,56                                                                  | 130,70                                                                  | 268,96                                                                  | 180,84                                                                  | 319,71                                                                  | 150,10                                                                  |
| Расчётные показатели бронепробиваемости в мм американской брони класса «A» — борт / класса «B» — палуба, на дистанции |                                                                         |                                                                         |                                                                         |                                                                         |                                                                         |                                                                         |                                                                         |                                                                         |                                                                         |                                                                         |
| 0 м |                                                                         | 810/0                                                                   | 935/0                                                                   | 800/0                                                                   | 866/0                                                                   | 620/0                                                                   | 884/0                                                                   |                                                                         | 904/0                                                                   | 640/0                                                                   |
| 5000 м |                                                                         | 692/6                                                                   | 779/19                                                                  | 677/9                                                                   | 728/20                                                                  | 503/14                                                                  | 747/18                                                                  |                                                                         | 783/18                                                                  | 533/18                                                                  |
| 10 000 м |                                                                         | 584/21                                                                  | 630/38                                                                  | 565/36                                                                  | 604/39                                                                  | 398/26                                                                  | 622/35                                                                  |                                                                         | 670/34                                                                  | 436/34                                                                  |
| 15 000 м |                                                                         | 490/46                                                                  | 614/57                                                                  | 477/57                                                                  | 507/60                                                                  | 320/39                                                                  | 518/53                                                                  |                                                                         | 573/52                                                                  | 358/52                                                                  |
| 20 000 м |                                                                         | 399/62                                                                  | 421/78                                                                  | 405/76                                                                  | 428/82                                                                  | 252/53                                                                  | 431/69                                                                  |                                                                         | 488/69                                                                  | 294/71                                                                  |
| 25 000 м |                                                                         | 300/78                                                                  | 355/98                                                                  | 353/102                                                                 | 368/115                                                                 | 203/67                                                                  | 356/89                                                                  |                                                                         | 428/89                                                                  | 252/94                                                                  |
| 30 000 м |                                                                         | 225/102                                                                 | 301/136                                                                 | 277/152                                                                 | 280/180                                                                 | 168/98                                                                  | 293/129                                                                 |                                                                         | 373/116                                                                 | 212/156                                                                 |

Почти все страны-участницы Второй мировой войны вступили в неё, имея в строю лишь модернизированные линкоры времён Первой мировой войны. Из быстроходных линкоров к 1939 году вступили в строй только французские «Дюнкерк» и «Страсбург» и немецкие «Шарнхорст» и «Гнейзенау». Водоизмещение последних примерно соответствовало водоизмещению французских кораблей. Линкоры, проекты которых полностью использовали 35 000-тонный лимит Вашингтонского соглашения, — «Кинг Джордж V», «Бисмарк», «Литторио», «Вашингтон» и «Саут Дакота» — достраивались уже во время войны. Лишь две страны — Япония и США — смогли во время войны построить линкоры, свободные от договорных ограничений, — гигантский японский «Ямато» и быстроходную американскую «Айову».

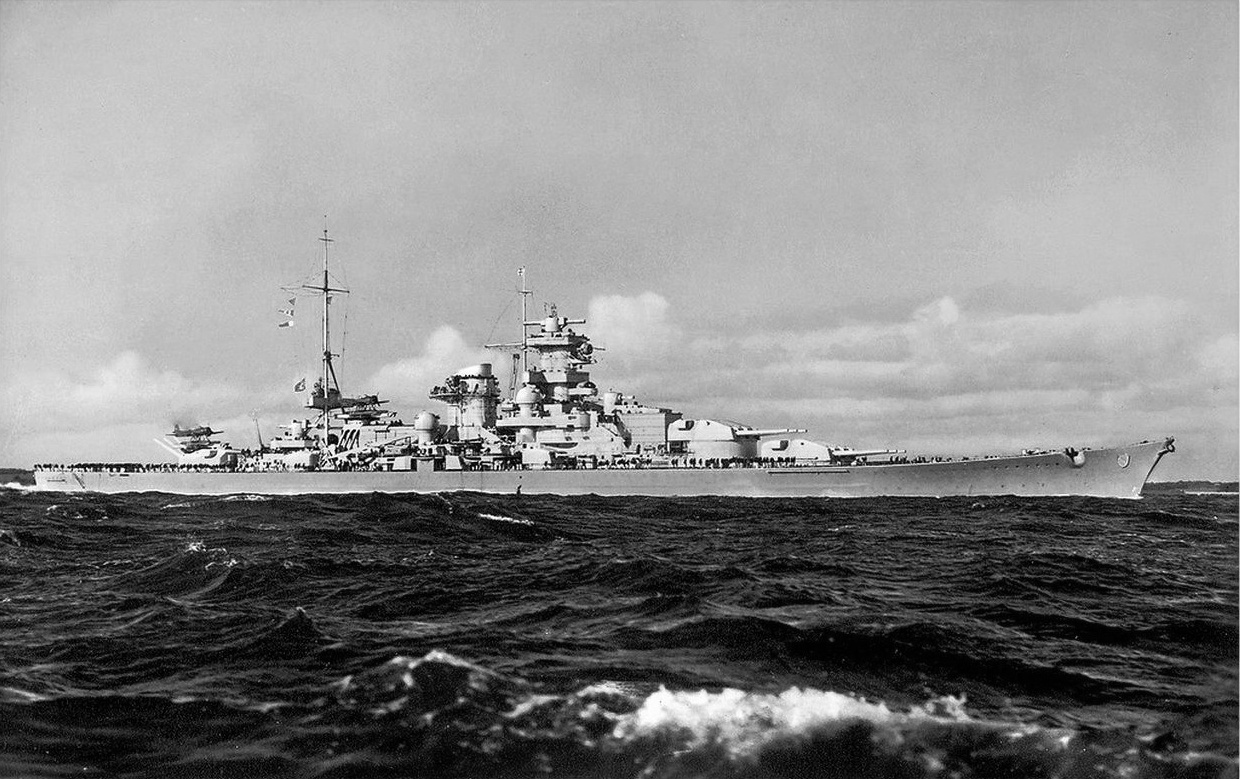
Немецкий линейный корабль «Шарнхорст» в 1939 году

При сравнении с другими быстроходными линкорами «Дюнкерк» проигрывал почти всем, кроме «Шарнхорста». Немецкий линкор имел такую же скорость, несущественно меньшую дальность плавания и несбалансированное соотношение сильной защиты и слабой артиллерии. Вертикальная защита у него была очень сильной — 350-мм пояс и 100—110-мм скос броневой палубы не пробивались даже 460-мм пушками «Ямато».
Для полноценного линкора 283-мм орудий «Шарнхорста» было недостаточно, однако их мощности хватило бы для пробития тонкого борта «Дюнкерка» на дистанции до 16,5 км. В отличие от «Дюнкерка», вспомогательная 150-мм артиллерия немецкого корабля не была универсальной и не могла вести зенитный огонь. Противоторпедная защита немецкого линкора была очень слабой — её глубина на миделе была всего 4,5 м, в отличие от 7 м у «Дюнкерка».
При очной дуэли на близких дистанциях преимущество было на стороне «Шарнхорста» с его толстым поясом. На большой дистанции боя — у «Дюнкерка», благодаря более тяжёлому французскому снаряду. При сравнении же с более поздними быстроходными линкорами оба эти типа были слабыми. Поэтому некоторые специалисты из-за высокой скорости относят оба корабля к линейным крейсерам типа британских «Рипалса» и «Ринауна» и японского «Конго». При этом французские линкоры были более сбалансированными, особенно «Страсбург», который с некоторой натяжкой можно было сравнить с британским «Кинг Джорджем V», обладавшим 356-мм орудиями и 381-мм поясом.
| Характеристика                                         | «Дойчланд»                                                    | «Шарнхорст»                                                        | «Бретань»                                          | «Дюнкерк»                                         | «Кавур»                                                      | «Литторио»                                                         | «Конго»                                       | «Кинг Джордж V»                               |
| ------------------------------------------------------ | ------------------------------------------------------------- | ------------------------------------------------------------------ | -------------------------------------------------- | ------------------------------------------------- | ------------------------------------------------------------ | ------------------------------------------------------------------ | --------------------------------------------- | --------------------------------------------- |
| Страна                                                 | Нацистская Германия                                           | Нацистская Германия                                                | Франция                                            | Франция                                           | Италия                                                       | Италия                                                             | Япония                                        | Великобритания                                |
| Год постройки (модернизации)                           | 1933                                                          | 1939                                                               | 1915                                               | 1937                                              | 1915 (1937)                                                  | 1940                                                               | 1913 (1935)                                   | 1940                                          |
| стандартное водоизмещение, т                           | 10 600                                                        | 32 100                                                             | 22 189                                             | 26 500                                            | 26 400                                                       | 40 724                                                             | 31 720                                        | 36 727                                        |
| Размерения, Д×Ш×О                                      | 188×20,7×7,3                                                  | 235,4×30×9,9                                                       | 166×26,9×9,8                                       | 215,14×31,08×9,6                                  | 186,4×28,6×10,4                                              | 237,8×32,8×9,6                                                     | 222,5×29,3×9,7                                | 227,1×31,4×9,9                                |
| Тип ЭУ                                                 | дизель                                                        | ПТУ                                                                | ПТУ                                                | ПТУ                                               | ПТУ                                                          | ПТУ                                                                | ПТУ                                           | ПТУ                                           |
| Мощность ЭУ, л. с.                                     | 56 800                                                        | 160 000                                                            | 43 000                                             | 111 000                                           | 75 000                                                       | 128 200                                                            | 136 000                                       | 110 000                                       |
| Максимальная проектная скорость (на испытаниях), узлов | 28                                                            | 31 (31,5)                                                          | 21,4                                               | 29,5 (31,06)                                      | 27 (28)                                                      | 30 (31,3)                                                          | ? (30,5)                                      | 28                                            |
| Дальность плавания, миль (на скорости, узлов)          | 19 000 (18)                                                   | 7100 (19)                                                          | 7000 (10)                                          | 16 400 (17)                                       | 6400 (13)                                                    | 4700 (14)                                                          | 10 000 (18)                                   | 14 000 (10)                                   |
| Вооружение                                             |                                                               |                                                                    |                                                    |                                                   |                                                              |                                                                    |                                               |                                               |
| Главный калибр                                         | 2×3 — 283-мм/52                                               | 3×3 — 283-мм/54,5                                                  | 5×2 340-мм/45                                      | 2×4 330-мм/52                                     | 2×3, 2×2-320-мм/44                                           | 3×3 — 381-мм/50                                                    | 4×2 — 356-мм/45                               | 1×2, 2×4 — 356-мм/45                          |
| Вспомогательная и зенитная артиллерия                  | 8×1 — 150-мм/55 3×2 — 88-мм/76 4×2 — 37-мм/83 10×1 — 20-мм/65 | 4×2, 4×1 — 150-мм/55 7×2 — 105-мм/65 8×2 — 37-мм/83 8×1 — 20-мм/65 | 14×1 — 138-мм/40 8×1 — 75-мм/60 4×1, 2×4 — 13,2-мм | 2×2, 3×4 — 130-мм/45 5×2 — 37-мм/60 8×4 — 13,2-мм | 6×2 — 120-мм/50 4×2 — 100-мм/47 6×2 — 37-мм/54 6×2 — 13,2-мм | 4×3 — 152-мм/55 12×1 — 90-мм/50 8×2, 4×1 — 37-мм/54 8×2 — 20-мм/65 | 14×1 — 152-мм/50 4×2 — 127-мм/40 10×2 — 25-мм | 8×2 — 133-мм/50 4×8 — 40-мм/40 6×1 — 20-мм/70 |
| Торпедное                                              | 2×4 — 533-мм ТА                                               | —                                                                  | —                                                  | —                                                 | —                                                            | —                                                                  | —                                             | —                                             |
| Авиационное                                            | 1 катапульта 2 самолёта                                       | 1 катапульта 3 самолёта                                            | —                                                  | 1 катапульта 3 самолёта                           | —                                                            | 1 катапульта 3 самолёта                                            | 1 катапульта 3 самолёта                       | 1 катапульта 2 самолёта                       |
| Бронирование, мм                                       |                                                               |                                                                    |                                                    |                                                   |                                                              |                                                                    |                                               |                                               |
| Борт                                                   | 80                                                            | 350                                                                | 270                                                | 225 («Страсбург» — 283)                           | 250                                                          | 70+280+36+25                                                       | 203                                           | 356...381                                     |
| Палуба                                                 | 18+45                                                         | 50+80...95                                                         | 45+40                                              | 125...115+40                                      | 80—100                                                       | 36+102—162                                                         | 80—120                                        | 25+149                                        |
| Рубка                                                  | 140                                                           | 350                                                                | 314                                                | 350                                               | 260                                                          | 280                                                                |                                               | 114                                           |
| Лоб башни                                              | 140                                                           | 360                                                                | 250—400                                            | 330                                               | 280                                                          | 350                                                                | 229                                           | 324                                           |
| Барбет                                                 | 125                                                           | 350                                                                | 270                                                | 310                                               | 280                                                          | 350                                                                | 229                                           | 343                                           |

## Использованная литература и источники
1. ↑  Dulin, Garzke, 1980, p. 33.
2. ↑  Сулига, 1995, с. 3—4.
3. 1 2  Dulin, Garzke, 1980, p. 34.
4. 1 2 3  Сулига, 1995, с. 4.
5. ↑  Jordan, Dumas. French Battleships. — P. 19.
6. 1 2  Jordan, Dumas. French Battleships. — P. 20.
7. ↑  Dulin, Garzke, 1980, pp. 34—35.
8. ↑  Jordan, Dumas. French Battleships. — P. 21.
9. 1 2  Jordan, Dumas. French Battleships. — P. 22.
10. ↑  Jordan, Dumas. French Battleships. — P. 23.
11. ↑  Jordan, Dumas. French Battleships. — P. 23—24.
12. ↑  Jordan, Dumas. French Battleships. — P. 24.
13. ↑  Jordan, Dumas. French Battleships. — P. 26—27.
14. 1 2 3 4 5 6  Jordan, Dumas. French Battleships. — P. 45.
15. ↑  Dulin, Garzke, 1980, p. 35.
16. ↑  Сулига, 1995, с. 5.
17. ↑  Jordan, Dumas. French Battleships. — P. 28—29.
18. 1 2 3 4  Jordan, Dumas. French Battleships. — P. 26.
19. 1 2  Dulin, Garzke, 1980, pp. 38—39.
20. 1 2 3  Сулига, 1995, с. 6.
21. ↑  Dulin, Garzke, 1980, p. 36.
22. ↑  Сулига, 1995, с. 5—6.
23. 1 2  Jordan, Dumas. French Battleships. — P. 27.
24. ↑  Dulin, Garzke, 1980, p. 38.
25. ↑  Jordan, Dumas. French Battleships. — P. 31.
26. 1 2 3 4  Сулига, 1995, с. 7.
27. 1 2 3  Dulin, Garzke, 1980, p. 68.
28. ↑  Dulin, Garzke, 1980, p. 64.
29. 1 2 3 4 5 6 7 8 9 10  Сулига, 1995, с. 8—11.
30. 1 2 3 4  Jordan, Dumas. French Battleships. — P. 38.
31. 1 2 3 4 5  Сулига, 1995, с. 18.
32. 1 2 3 4 5  Jordan, Dumas. French Battleships. — P. 56.
33. 1 2 3 4 5  Jordan, Dumas. French Battleships. — P. 50.
34. 1 2 3 4 5 6 7 8 9 10  Dulin, Garzke, 1980, pp. 59—63.
35. 1 2 3 4 5 6  Jordan, Dumas. French Battleships. — P. 42.
36. 1 2 3  Jordan, Dumas. French Battleships. — P. 43.
37. ↑  Jordan, Dumas. French Battleships. — P. 43—44.
38. ↑  Жан Бар, 1995, с. 13.
39. 1 2 3 4 5 6  Dulin, Garzke, 1980, pp. 63—64.
40. 1 2 3 4 5 6  Сулига, 1995, с. 11.
41. ↑  Jordan, Dumas. French Battleships. — P. 47.
42. 1 2  Jordan, Dumas. French Battleships. — P. 49.
43. ↑  Dulin, Garzke, 1980, pp. 56—57.
44. 1 2  Сулига, 1995, с. 12.
45. 1 2  Jordan, Dumas. French Battleships. — P. 33—34.
46. 1 2  Dulin, Garzke, 1980, p. 57.
47. ↑  Campbell, 2002, p. 287.
48. 1 2  DiGiulian, Tony. France 330 mm/50 (13″) Model 1931 (англ.). NavWeaps. — Описание 330-мм орудия модели 1931. Дата обращения: 6 ноября 2011. Архивировано 30 января 2012 года.
49. ↑  Jordan, Dumas. French Battleships. — P. 36—37.
50. 1 2  Jordan, Dumas. French Battleships. — P. 38—39.
51. ↑  Dulin, Garzke, 1980, p. 56.
52. 1 2 3 4 5 6 7  Сулига, 1995, с. 13.
53. 1 2  Jordan, Dumas. French Battleships. — P. 40.
54. 1 2 3 4 5 6 7  Dulin, Garzke, 1980, p. 58.
55. ↑  Campbell. Naval Weapons WW2. — P. 300
56. 1 2  DiGiulian, Tony. France 130 mm/45 (5.1″) Models 1932 and 1935 (англ.). NavWeaps. — Описание 130-мм орудия модели 1932. Дата обращения: 27 октября 2011. Архивировано 30 января 2012 года.
57. ↑  Jordan, Dumas. French Battleships. — P. 38—40.
58. 1 2  Jordan, Dumas. French Battleships. — P. 37.
59. ↑  DiGiulian, Tony. France 37 mm/50 (1.46") Model 1925 / 37 mm/50 (1.46") CAIL Model 1933 (англ.). NavWeaps. — Описание 37-мм орудий моделей 1925 и 1933 года. Дата обращения: 3 апреля 2015. Архивировано 31 декабря 2017 года.
60. ↑  DiGiulian, Tony. France 37 mm/50 (1.46″) Model 1925; 37 mm/50 (1.46″) CAIL Model 1933 (англ.). NavWeaps. — Описание 37-мм пушек модели 1932. Дата обращения: 6 ноября 2011. Архивировано 30 января 2012 года.
61. 1 2 3  Dulin, Garzke, 1980, p. 59.
62. 1 2 3 4 5 6 7  Сулига, 1995, с. 14.
63. ↑  DiGiulian, Tony. France 13.2 mm/76 (0.52″) Model 1929 (англ.). NavWeaps. — Описание 13,2-мм зенитных автоматов модели 1929. Дата обращения: 29 октября 2011. Архивировано 30 января 2012 года.
64. ↑  Сулига, 1995, с. 14.
65. ↑  Dulin, Garzke, 1980, p. 59.
66. ↑  Dulin, Garzke, 1980, pp. 64—65.
67. 1 2 3 4 5  Dulin, Garzke, 1980, p. 65.
68. 1 2 3 4 5  Сулига, 1995, с. 15.
69. ↑  Dulin, Garzke, 1980, p. 66.
70. 1 2  Сулига, 1995, с. 14—15.
71. ↑  Dulin, Garzke, 1980, pp. 66—67.
72. 1 2 3  Dulin, Garzke, 1980, p. 67.
73. 1 2 3 4 5  Jordan, Dumas. French Battleships. — P. 55.
74. 1 2 3 4 5 6 7 8  Jordan, Dumas. French Battleships. — P. 57.
75. ↑  Jordan, Dumas. French Battleships. — P. 53.
76. 1 2 3  Jordan, Dumas. French Battleships. — P. 54.
77. ↑  Dulin, Garzke, 1980, p. 39.
78. 1 2 3  Сулига, 1995, с. 19.
79. 1 2 3 4 5  Балакин, Дашьян, 2005, с. 194.
80. ↑  Сулига, 1995, с. 20.
81. ↑  Сулига, 1995, с. 20—21.
82. ↑  Сулига, 1995, с. 21.
83. ↑  Сулига, 1995, с. 22.
84. ↑  AIR 234/317: Operations against the French Fleet at Mers-el-Kebir, 03—06 July 1940 (англ.). HMS Hood association. — Описание нападения на Мерс-эль-Кебир на сайте ассоциации линейного крейсера «Худ». Дата обращения: 4 ноября 2011. Архивировано 30 января 2012 года.
85. 1 2  Патянин, 2001, с. 17—18.
86. 1 2  Сулига, 1995, с. 24.
87. ↑  Сулига, 1995, с. 25—26.
88. ↑  Сулига, 1995, с. 26—27.
89. ↑  Сулига, 1995, с. 27.
90. ↑  Сулига, 1995, с. 28.
91. ↑  Сулига, 1995, с. 30—31.
92. ↑  Dulin, Garzke, 1980, p. 54.
93. ↑  Сулига, 1995, с. 31.
94. 1 2  Conway's All The Worlds Fighting Ships, 1922—1946, 1992, p. 259.
95. ↑  Сулига, 1995, с. 1.
96. 1 2 3 4 5 6 7 8  Балакин, Дашьян, 2005, с. 241.
97. 1 2  Dulin, Garzke, 1980, p. 60.
98. ↑  Сулига, 1995, с. 9.
99. 1 2 3  Балакин, Дашьян, 2005, с. 244.
100. ↑  Балакин, Дашьян, 2005, с. 245—246.
101. ↑  Балакин, Дашьян, 2005, с. 247.
102. ↑  Conway's All The Worlds Fighting Ships, 1922—1946, 1992, p. 227.
103. ↑  Conway's All The Worlds Fighting Ships, 1922—1946, 1992, p. 225.
104. ↑  МК ВМС Франции, с. 4—5.
105. ↑  МК ВМС Италии, с. 4.
106. ↑  Conway's All The Worlds Fighting Ships, 1922—1946, 1992, p. 289.
107. ↑  МК ВМС Японии, с. 8.
108. ↑  Conway's All The Worlds Fighting Ships, 1922—1946, 1992, p. 15.
109. ↑  Gröner. Band 1. — S.55